# HMS Hood (51)
HMS Hood (51) là chiếc tàu chiến-tuần dương cuối cùng và cũng đồng thời là chiếc tàu chiến-tuần dương duy nhất thuộc lớp Admiral của Hải quân Hoàng gia Anh Quốc được chế tạo hoàn thiện và hạ thủy. Nó được xem là niềm tự hào của Hải quân Hoàng gia trong những năm giữa hai cuộc thế chiến và trong giai đoạn đầu của Chiến tranh Thế giới thứ hai. Tên của nó được đặt theo vị đô đốc lừng danh vào thế kỷ 18 của Hải quân Hoàng gia, tử tước Samuel Hood (1724-1816). Hood đã phục vụ cho Hải quân Hoàng gia Anh trong hơn 20 năm trước khi bị đánh chìm trong cuộc đụng độ với thiết giáp hạm Đức Bismarck trong Trận chiến eo biển Đan Mạch vào ngày 24 tháng 5 năm 1941 với tổn thất vô cùng khủng khiếp về nhân mạng (1415/1418 thủy thủ phục vụ trên chiếc Hood thiệt mạng. Ba người còn sống được giải cứu bởi tàu khu trục Anh HMS Electra (H27) trong đêm ngày 24-rạng sáng ngày 25 tháng 5 năm 1941).
Là một trong số bốn tàu chiến-tuần dương thuộc lớp Admiral được đặt hàng vào giữa năm 1916 trong "Kế hoạch Chiến tranh Khẩn cấp", thiết kế của Hood được sửa đổi đáng kể nhờ những bài học rút ra được sau trận Jutland nhưng thiết kế quá đắt đỏ so với ngân quỹ ngày càng eo hẹp vì chiến tranh của Hải quân Hoàng gia cũng như những yếu kém trong thiết kế của chúng đã dẫn đến việc đóng các con tàu chị em của nó (Rodney, Anson và Howe) bị tạm ngừng vào năm 1917 rồi tiến tới hủy bỏ hoàn toàn vào năm 1919, để lại Hood trở thành chiếc tàu chiến-tuần dương duy nhất thuộc lớp này được chế tạo hoàn thiện và hạ thủy. Nó đã tham gia một số hoạt động biểu dương lực lượng từ khi đưa vào hoạt động vào năm 1920 cho đến khi chiến tranh nổ ra vào năm 1939, bao gồm các cuộc thực tập huấn luyện tại Địa Trung Hải và chuyến đi vòng quanh thế giới của Hải đội Đặc vụ trong những năm 1923-1924. Hood được phái đến Địa Trung Hải khi nổ ra cuộc Chiến tranh Ý-Abyssinia thứ hai, và khi cuộc Nội chiến Tây Ban Nha bùng phát, nó được chính thức biên chế vào Hạm đội Địa Trung Hải cho đến khi phải quay về Anh để đại tu vào năm 1939. Vào lúc này, sự hữu dụng của Hood đã giảm thiểu do tiến bộ kỹ thuật hải pháo. Nó được dự định trải qua một đợt tái cấu trúc lớn vào năm 1941 để khắc phục những điểm yếu, nhưng việc chiến tranh nổ ra đã khiến phải tung nó vào hoạt động mà không được nâng cấp.
Khi chiến tranh với Đức được tuyên bố vào tháng 9 năm 1939, Hood đang hoạt động tại khu vực chung quanh Iceland, và đã trải qua nhiều tháng tiếp theo tại vùng biển Na Uy săn tìm các tàu cướp tàu buôn và tàu vượt phong tỏa đối phương. Sau một đợt đại tu ngắn động cơ, nó lên đường như là soái hạm của Lực lượng H tham gia vào việc tiêu diệt Hạm đội Pháp tại Mers-el-Kebir. Nó được phái quay trở về Scapa Flow để hoạt động hộ tống đoàn tàu vận tải và sau đó là phòng thủ chống lại nguy cơ đổ bộ của hạm đội Đức. Vào tháng 5 năm 1941, nó cùng với thiết giáp hạm Prince of Wales được lệnh đánh chặn thiết giáp hạm Đức Bismarck đang trên đường tiến ra Đại Tây Dương tấn công các đoàn tàu vận tải Đồng Minh. Vào ngày 24 tháng 5 năm 1941, trong khuôn khổ Trận chiến eo biển Đan Mạch, Hood bị bắn trúng nhiều phát đạn pháo Đức và đã nổ tung; một tổn thất gây ảnh hưởng tinh thần nghiêm trọng cho phía Anh. Thủ tướng Winston Churchill ra lệnh cho Hải quân Hoàng gia phải "đánh chìm cho được Bismarck", và họ đã hoàn thành mệnh lệnh này vào ngày 26-27 tháng 5.
Hải quân Hoàng gia Anh đã tiến hành hai cuộc điều tra nhằm tìm hiểu lý do tổn thất con tàu quá nhanh chóng. Cuộc điều tra thứ nhất, được lập tức tiến hành sau khi nó chìm, đã kết luận rằng hầm đạn phía sau đã phát nổ sau khi một quả đạn pháo của Bismarck xuyên thủng vỏ giáp con tàu. Cuộc điều tra thứ hai được tổ chức sau khi có những lời than phiền ủy ban điều tra đã không xem xét các giả thuyết khác, như là phát nổ các quả ngư lôi của con tàu. Mặc dù được tiến hành sâu rộng hơn lần trước, cuộc điều tra thứ hai vẫn lặp lại kết luận như lần đầu. Cho dù đã có kết luận chính thức, một số sử gia tiếp tục tin rằng các quả ngư lôi là nguyên nhân làm mất con tàu, trong khi số khác đề xuất một tai nạn kích nổ bên trong một trong các tháp pháo đã lan đến hầm đạn. Các sử gia khác tập trung vào nguyên nhân gây nổ hầm đạn. Việc khám phá ra xác tàu đắm của Hood vào năm 2001 đã khẳng định kết luận của cả hai ủy ban điều tra, cho dù nguyên nhân chính xác tại sao hầm đạn phát nổ sẽ mãi mãi là một bí mật, vì khu vực này của con tàu đã bị phá hủy hoàn toàn trong vụ nổ.

## Thiết kế và chế tạo

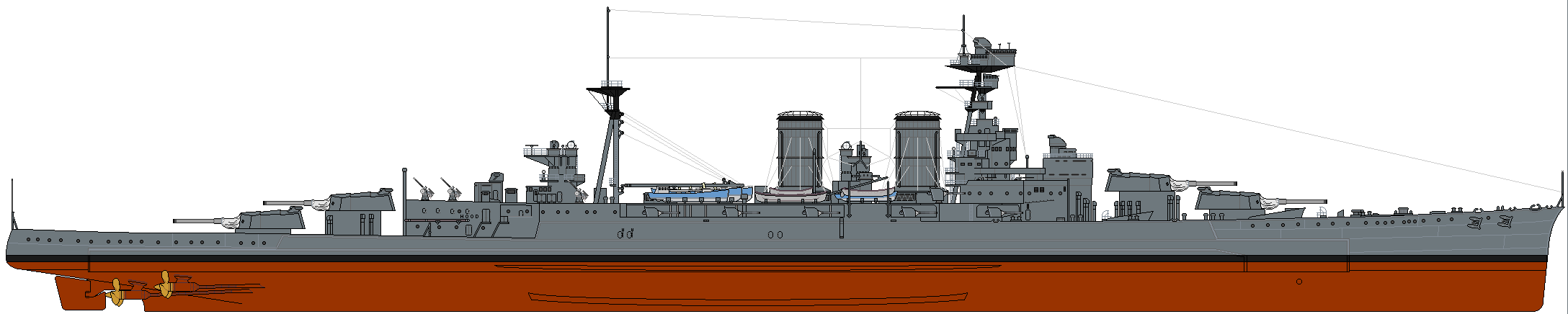
Sơ đồ Hood như nó hiện hữu vào năm 1921, trong màu xám đậm của Hạm đội Đại Tây Dương

Lớp tàu chiến-tuần dương Admiral, dự định bao gồm 4 chiếc, được thiết kế để đối phó lại với lớp tàu chiến-tuần dương Mackensen của Đức, vốn được cho là sẽ được trang bị vũ khí và vỏ giáp mạnh hơn so với các lớp Renown và Courageous mới nhất của Anh. Thiết kế nguyên thủy được thay đổi sau trận Jutland nhằm tích hợp một vỏ giáp dày hơn, và cả bốn con tàu đều được đặt lườn. Tuy nhiên chỉ có Hood được hoàn tất do chi phí quá đắt, đòi hỏi nhiều vật tư và lao động, vốn có thể sử dụng tốt hơn để đóng tàu buôn nhằm thay thế cho số bị tàu ngầm U-boat đánh chìm.

### Các đặc tính chung
Hood lớn hơn đáng kể so với những chiếc tiền nhiệm thuộc lớp Renown. Khi hoàn tất, nó có chiều dài chung là 860 foot 7 inch (262,3 m), mạn thuyền rộng tối đa 104 foot 2 inch (31,8 m) và tầm nước 32 foot (9,8 m) khi đầy tải; dài hơn 110 foot (33,5 m) và rộng hơn 14 foot (4,3 m) so với lớp trước. Nó có trọng lượng choán nước tiêu chuẩn 42.670 tấn Anh (43.350 t), và lên đến 46.680 tấn Anh (47.430 t) khi đầy tải, nặng hơn 13.000 tấn Anh (13.210 t) so với những chiếc cũ hơn. Chiếc tàu chiến-tuần dương có một đáy kép kéo dài toàn bộ chiều dài con tàu. Hood có chiều cao khuynh tâm 4,2 foot (1,3 m) khi đầy tải, vốn giúp hạn chế tối đa khả năng lật và làm cho nó trở thành một bệ súng vững chắc. Lớp vỏ giáp được bổ sung thêm trong quá trình chế tạo đã tăng tầm nước thêm khoảng 4 foot (1,2 m) khi đầy tải, vốn làm giảm khoảng nổi và khiến nó rất ướt. Khi di chuyển hết tốc độ hoặc khi biển động, nước biển tràn lên sàn sau và thường xâm nhập vào các khoang nghỉ ngơi của thủy thủ đoàn qua các đường thông gió. Đặc tính này khiến nó bị gán do tên lóng "chiếc tàu ngầm lớn nhất của hải quân". Sự ẩm ướt thường xuyên cộng với việc thông gió quá kém của con tàu được cho là nguyên nhân của tỉ lệ mắc bệnh lao phổi cao trên tàu. Thành phần thủy thủ đoàn thay đổi nhiều trong suốt quãng đời phục vụ: vào năm 1919 nó có tổng cộng 1.433 thành viên khi đảm nhiệm vai trò soái hạm của hải đội. Đến năm 1934, thực tế nó có 81 sĩ quan và 1.244 thủy thủ trên tàu.
Hệ thống động lực bao gồm 24 nồi hơi ống nước Yarrow kết nối với turbine hơi nước hộp số Brown-Curtis để dẫn động bốn trục chân vịt. Động cơ turbine của chiếc tàu chiến-tuần dương được thiết kế để sản sinh công suất 144.000 mã lực càng (107.000 kW), sẽ vận hành con tàu đạt tốc độ tối đa 31 hải lý trên giờ (57 km/h; 36 mph). Tuy nhiên, khi chạy thử máy vào năm 1920, hệ thống động lực của Hood đã cung cấp một công suất tối đa 151.280 shp (112.810 kW), cho phép nó đạt đến tốc độ 32,07 hải lý trên giờ (59,39 km/h; 36,91 mph). Nó mang theo khoảng 3.895 tấn Anh (3.958 t) dầu đốt cung cấp cho nó một tầm hoạt động khoảng 7.500 hải lý (13.900 km; 8.600 mi) ở tốc độ đường trường 14 hải lý trên giờ (26 km/h; 16 mph).

### Vũ khí

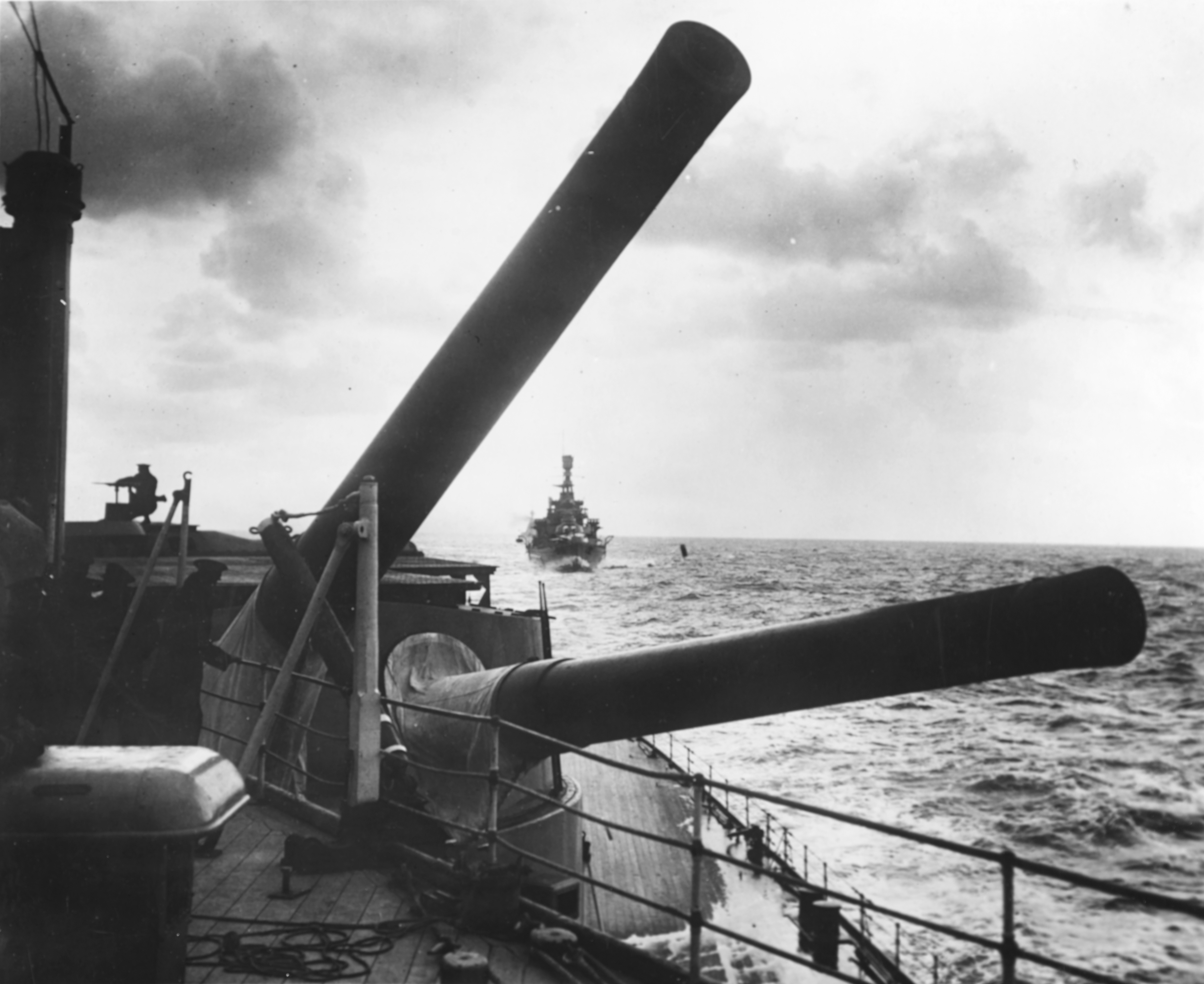
Cận cảnh các khẩu pháo BL 15 in Mark I phía đuôi của Hood vào năm 1926

Hood được trang bị tám khẩu pháo BL 15 in (380 mm) Mark I trên các tháp pháo nòng đôi vận hành bằng thủy lực. Các khẩu pháo có thể hạ đến góc -5° và nâng lên đến +30°. Ở góc nâng tối đa chúng bắn ra đạn pháo nặng 1.920 pound (870 kg) đến tầm xa tối đa 30.180 thước Anh (27.600 m). Các tháp pháo được đặt tên lần lượt từ trước ra sau là 'A', 'B', 'X' và 'Y'. Có tổng cộng 120 quả đạn pháo được mang theo cho mỗi khẩu pháo.
Dàn pháo hạng hai của Hood bao gồm 12 khẩu BL 5,5 in (140 mm)/50 caliber Mark I, mỗi khẩu có 200 quả đạn pháo. Chúng được đặt trên các bệ trục xoay có các tấm thép che chắn và bố trí dọc theo sàn trên và sàn che phía trước. Vị trí cao cho phép chúng hoạt động ngay cả khi thời tiết rất xấu, vì chúng ít bị ảnh hưởng bởi sóng biển so với loại đặt trong tháp pháo ụ của các tàu chiến chủ lực Anh trước đây. Kiểu vũ khí này bắn ra đạn pháo nặng 82 pound (37 kg) với tầm xa tối đa là 17.770 thước Anh (16.250 m). Hai trong số các khẩu pháo trên sàn che phía trước được tạm thời thay thế bằng các khẩu QF 4 in (100 mm) Mk V phòng không vào giữa năm 1938 và năm 1939. Tất cả các khẩu pháo 5,5 inch được tháo dỡ khi Hood được tái trang bị vào năm 1940. Hai khẩu pháo 5,5 inch bị tháo dỡ đã được bố trí như là pháo phòng thủ duyên hải trên ngọn đồi nhìn ra thị trấn Georgetown thuộc đảo Ascension, tọa độ 7°55′43,88″N 14°24′19,53″T / 7,91667°N 14,4°T.
Dàn hỏa lực phòng không nguyên thủy của Hood bao gồm bốn khẩu đội pháo QF 4 in (100 mm) Mark V trên các bệ góc cao Mark III nòng đơn. Chúng được bổ sung vào đầu năm 1939 bởi bốn khẩu đội nòng đôi HA/LA Mark XIX trang bị pháo QF 4 inch 4 in (100 mm) L/45 Mark XVI. Các khẩu nòng đơn bị tháo dỡ vào giữa năm 1939, rồi được bổ sung thêm ba tháp pháo Mark XIX nòng đôi vào đầu năm 1940. Bệ này có góc nâng từ -10° đến +80°; pháo Mark XVI bắn ra 12 quả đạn pháo mỗi phút, đạn pháo nặng 35 pound (16 kg) và có lưu tốc đầu đạn 2.660 ft/s (810 m/s). Với mục tiêu trên mặt biển tầm xa tối đa đạt 19.850 thước Anh (18.150 m), và với mục tiêu trên không, trần bắn tối đa đạt 39.000 ft (12.000 m), nhưng tầm bắn phòng không có hiệu quả thấp hơn nhiều.
Vào năm 1931, một cặp pháo phòng không QF 2 pounder 40 milimét (1,6 in) trên bệ Mark VIII tám nòng được trang bị trên sàn che phía trước ngang với các ống khói; rồi được bổ sung một khẩu đội thứ ba vào năm 1937. Chúng có thể hạ đến góc -10° và nâng đến +80°; pháo 2 pounder bắn ra đạn pháo 40 mm nặng 0,91 pound (0,41 kg) với lưu tốc đầu đạn 1.920 ft/s (590 m/s) và có tầm xa tối đa 3.800 thước Anh (3.500 m). Tốc độ bắn của kiểu pháo này khoảng 96–98 phát mỗi phút.
Hai bệ bốn nòng Mark I dành cho súng máy Vickers 0,5 in (13 mm) Mark III được trang bị vào năm 1933, và thêm hai bệ nữa được bổ sung vào năm 1937. Kiểu súng máy này có thể hạ đến góc -10° và nâng đến +70°, bắn ra đạn nặng 1,326 ounce (37,6 g) với lưu tốc đầu đạn 2.520 ft/s (770 m/s); cho phép có tầm xa tối đa khoảng 5.000 yd (4.600 m), mặc dù tầm bắn hiệu quả chỉ đạt 800 yd (730 m). Bổ sung vào số này còn có năm bệ phóng rocket UP (Unrotated Projectile), được trang bị vào năm 1940, mỗi chiếc có thể phóng 20 rocket 7 inch (180 mm) phòng không từng đợt 10 quả một. Kiểu vũ khí này khi nổ trên không ở khoảng cách 1.000 ft (300 m) sẽ bung ra một quả mìn treo bởi dây cáp nối với ba chiếc dù chắn ngang đường máy bay đang tấn công.
Sáu ống phóng ngư lôi 21 inch (533 mm) Mk IV được trang bị cho Hood gồm ba ống mỗi bên mạn: hai ống ngầm dưới nước phía trước hầm đạn tháp pháo 'A' và bốn ống bên trên mực nước phía sau ống khói sau. Chúng có đầu đạn chứa 515 pound (234 kg) thuốc nổ TNT; và có thể cài đặt ở hai mức tốc độ: mức 25 hải lý trên giờ (46 km/h; 29 mph) có tầm xa tối đa 13.500 thước Anh (12.300 m) và mức 40 hải lý trên giờ (74 km/h; 46 mph) có tầm xa tối đa 5.000 thước Anh (4.600 m). Con tàu mang theo khoảng 28 quả ngư lôi.

### Điều khiển hỏa lực

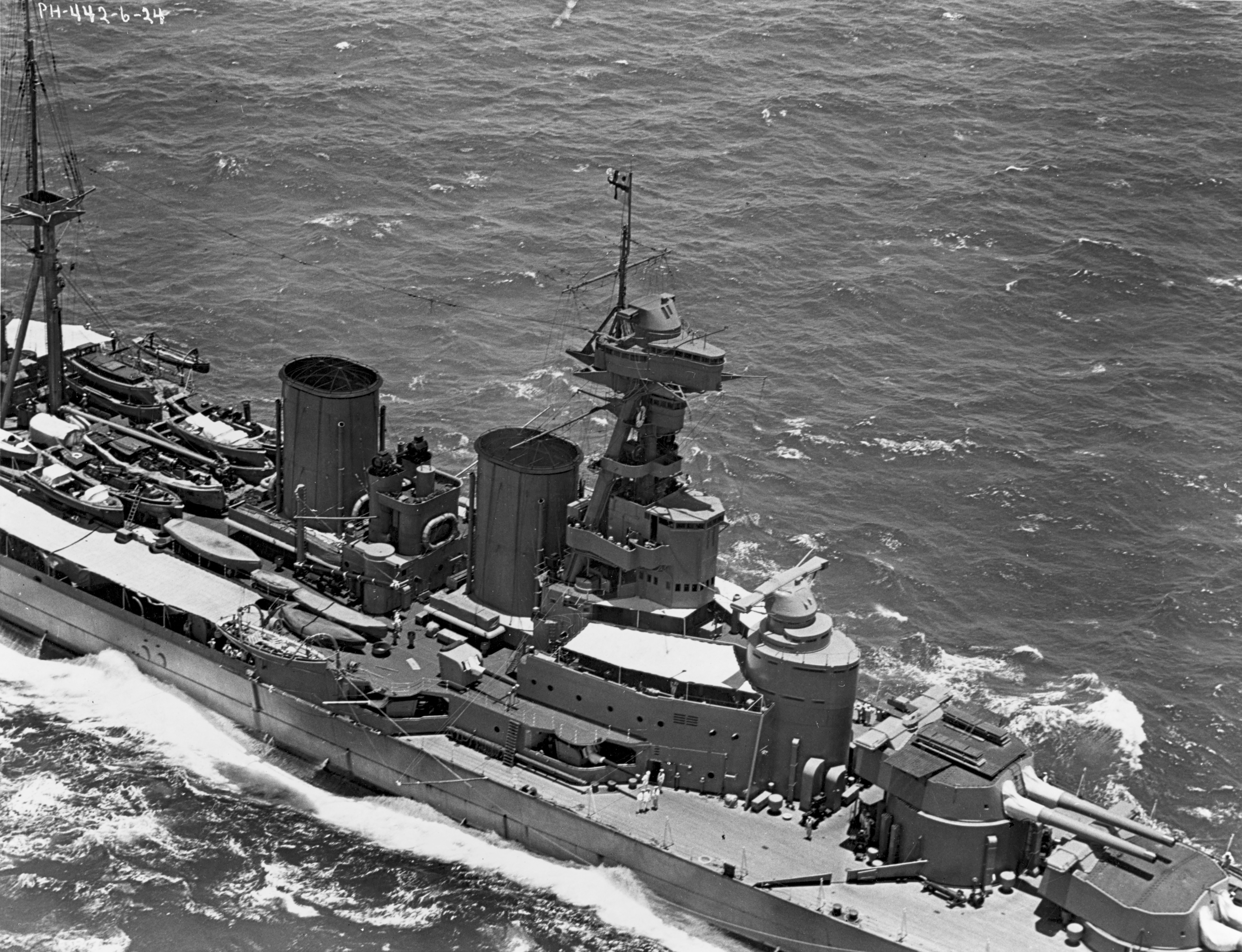
Ảnh chụp từ trên không của Hood ngoài khơi Honolulu, Hawaii vào năm 1924, cho thấy các máy đo tầm xa phía sau các tháp pháo chính, phía sau đó là tháp chỉ huy với bộ điều khiển hỏa lực chính trên nóc và máy đo tầm xa của riêng nó. Bộ điều khiển hỏa lực thứ hai đặt trên nóc bệ quan sát trên đỉnh tháp ăn-ten ba chân

Hood được hoàn tất với hai hệ thống điều khiển hỏa lực. Một bộ đặt trên nóc tháp chỉ huy, được bảo vệ bởi nóc bọc thép và được trang bị một máy đo tầm xa 30 foot (9,1 m). Chiếc kia được đặt trên nóc bệ quan sát trên đỉnh tháp ăn-ten ba chân và được trang bị một máy đo tầm xa 15 foot (4,6 m). Mỗi tháp pháo còn được trang bị một máy đo tầm xa 30 foot (9,1 m) riêng biệt. Dàn pháo hạng hai chủ yếu được chỉ huy bởi các bộ điều khiển đặt hai bên cầu tàu. Chúng được bổ túc bởi hai vị trí kiểm soát bổ sung trên tháp ăn-ten trước vốn được trang bị máy đo tầm xa 9 foot (2,7 m), cho dù dường như chúng chỉ được trang bị vào những năm 1924–1925. Các khẩu súng phòng không được kiểm soát bởi một máy đo tầm xa 2 mét (6 ft 7 in) góc cao đơn giản gắn trên vị trí chỉ huy phía sau, cho dù dường như chúng chỉ được trang bị vào những năm 1926–1927. Ba vị trí kiểm soát ngư lôi với một máy đo tầm xa 15 foot (4,6 m) cho mỗi vị trí được lắp đặt, gồm hai chiếc bên mạn của tháp chỉ huy giữa tàu và một chiếc phía sau ngay trên trục giữa.
Trong đợt trang bị năm 1929-1931, một bộ điều khiển hỏa lực góc cao (HACS: High-Angle Control System HACS) Mark I được bổ sung phía sau bệ đèn pha cùng hai vị trí kiểm soát hỏa lực cho các khẩu 2-pounder "pom-pom" phòng không đặt phía sau tháp quan sát, cho dù ban đầu chỉ có một bộ kiểm soát được lắp đặt. Các vị trí kiểm soát pháo 5,5 inch cùng máy đo tầm xa tương ứng được tháo dỡ trong đợt tái trang bị năm 1932. Đến năm 1934 các bộ kiểm soát hỏa lực "pom-pom" được chuyển đến vị trí của các bộ kiểm soát hỏa lực 5,5 inch trước đây trên tháp quan sát, còn máy đo tầm xa 9 foot (2,7 m) cho pháo 5,5 inch được gắn lại trên bệ tín hiệu. Hai năm sau, các bộ kiểm soát hỏa lực "pom-pom" được chuyển đến góc sau của cầu tàu để tránh hơi thoát ra từ ống khói. Một bộ kiểm soát hỏa lực "pom-pom" được bổ sung trên cấu trúc thượng tầng phía sau, ngang với bộ HACS, vào năm 1938. Hai bộ điều khiển HACS Mark III được tăng cường ở phía sau bệ tín hiệu trong năm tiếp theo, và bộ điều khiển Mark I phía sau được thay thế bằng kiểu Mark III. Trong đợt trang bị cuối cùng của Hood vào năm 1941, một radar cảnh báo trên không Kiểu 279 và một radar điều khiển hỏa lực Kiểu 284 được trang bị, cho dù radar Kiểu 279 không có ăn-ten thu sóng và không thể hoạt động.

### Sự bảo vệ
Sơ đồ vỏ giáp bảo vệ của Hood nguyên thủy dựa trên thiết kế của tàu chiến-tuần dương Tiger với đai giáp ở mực nước dày 8 inch (203 mm). Tuy nhiên, không giống như Tiger, đai giáp được đặt nghiêng 12° ra phía ngoài từ mực nước để làm tăng độ dày tương đối đối với đường đạn bắn thẳng. Tuy nhiên, thay đổi này lại làm tăng độ mong manh của con tàu đối với đạn pháo bắn tới ở góc cao vì nó bộc lộ nhiều hơn sàn tàu bọc thép mỏng. Có thêm 5.000 tấn Anh (5.100 t) giáp được bổ sung cho thiết kế vào cuối năm 1916, dựa trên những kinh nghiệm của phía Anh trong trận Jutland, với cái giá tăng độ sâu mớn nước và giảm tốc độ đôi chút. Để tiết kiệm thời gian chế tạo, điều này được thực hiện bằng cách tăng độ dày lớp giáp thay vì phải thiết kế lại toàn bộ con tàu. Phần giáp bảo vệ cho chiếc Hood chiếm 33% trọng lượng rẽ nước của nó; một tỉ lệ cao so với tiêu chuẩn của Anh Quốc vào thời đó, cho dù vẫn ít hơn những thiết kế của Đức đương thời, ví dụ như 36% trên chiến tàu chiến-tuần dương Hindenburg.
Đai giáp của nó bao gồm loại thép giáp được tôi bề mặt (kiểu Krupp cemented hoặc KC), được sắp xếp như sau: Đai giáp chính dày 12 inch (305 mm) giữa bệ tháp pháo A và Y, vuốt mỏng ra hai đầu với độ dày 5–6 inch (127–152 mm) nhưng không kéo dài đến tận mũi và đuôi tàu. Đai giáp giữa có độ dày tối đa 7 inch (178 mm) ở phần dày nhất của đai giáp chính; vuốt mỏng ra phía trước tháp pháo A với độ dày 5 inch (127 mm). Đai giáp trên dày 5 inch (127 mm) giữa tàu và mở rộng đến tháp pháo A, và ra phía sau với bề dày 7 inch (178 mm).
Tháp pháo và bệ của dàn pháo chính được bảo vệ bởi lớp thép KC dày 11–15 inch (279–381 mm), ngoại trừ nóc của tháp pháo chỉ dày 5 in (130 mm). Lớp giáp bảo vệ sàn tàu được cấu trúc bởi thép cường độ cao (HTS: high tensile steel). Sàn phía trước dày từ 1,75 in (44 mm) đến 2 in (51 mm), trong khi sàn trên có độ dày 2 in (51 mm) bên trên hầm đạn và 0,75 in (19 mm) ở các nơi khác. Sàn chính dày 3 in (76 mm) bên trên hầm đạn và 1 in (25 mm) ở các nơi khác, ngoại trừ khoảng nghiêng tiếp giáp với mép dưới của đai giáp chính dày 2 in (51 mm). Sàn dưới dày 3 in (76 mm) bên trên trục chân vịt, 2 in (51 mm) bên trên hầm đạn và 1 in (25 mm) ở các nơi khác.
Lớp vỏ bọc dày 3 inch (76 mm) dành cho sàn tàu chính được bổ sung vào giai đoạn rất trễ trong quá trình chế tạo, và bốn khẩu pháo 5,5 inch tận cùng phía đuôi cùng với các băng chuyền đạn tương ứng bị tháo dỡ để bù trừ một phần trọng lượng. Các thử nghiệm thực tế vào mùa Thu năm 1919 với kiểu đạn pháo xuyên thép mới APC (armour-piercing, capped) 15-inch đối với một mô hình giả lập của Hood cho thấy đạn pháo có thể xuyên thủng vào phần thiết yếu của con tàu qua đai giáp giữa dày 7-inch và phần nghiêng 2-inch của sàn tàu chính. Một đề nghị được đưa ra để tăng cường vỏ giáp bên trên hầm đạn phía trước lên 5 inch (127 mm) và phía sau lên đến 6 inch (152 mm) được đưa ra vào tháng 7 năm 1919 sau những thử nghiệm này. Để bù trừ trọng lượng tăng thêm, hai ống phóng ngư lôi ngầm cùng vỏ giáp cho hầm chứa đầu đạn ngư lôi phía sau được tháo dỡ, đồng thời độ dày vỏ giáp bảo vệ tháp điều khiển ngư lôi phía đuôi bị giảm từ 6 in (150 mm) còn 1,5 in (38 mm). Tuy nhiên, vỏ giáp bổ sung vẫn không được trang bị do không được thử nghiệm đầy đủ. Khi hoàn tất Hood vẫn bị mong manh đối với đạn pháo bắn tới và bom. Vỏ giáp cho hầm chứa đầu đạn ngư lôi được gắn trở lại trong đợt tái trang bị vào các năm 1929-1931.
Để bảo vệ chống lại ngư lôi, nó được trang bị một "bầu chống ngư lôi" dày 7,5 foot (2,3 m) chạy suốt chiều dài con tàu giữa các bệ tháp pháo tận cùng phía trước và phía sau. Nó được chia thành một ngăn rỗng bên ngoài và một ngăn trong chứa năm hàng ống kín nước, được dự định để hấp thu và phân tán lực của vụ nổ. Bầu chống ngư lôi được gia cường phía trong bởi một vách ngăn chống ngư lôi dày 1,5 inch (38 mm).

### Máy bay
Thoạt tiên Hood được trang bị những bệ cất cánh bên trên các tháp pháo "B" và "X" nơi những chiếc Fairey Flycatcher có thể phóng lên. Trong đợt tái trang bị từ năm 1929 đến năm 1931, bệ cất cánh trên tháp pháo "X" được tháo dỡ, thay thế bằng một máy phóng xếp lại được đặt trên bệ xoay bố trí trên sàn tàu phía đuôi của con tàu, cùng với một cần trục để thu hồi thủy phi cơ. Nó nhận lên tàu một chiếc Fairey F3 F thuộc Liên đội 444 của Không quân Hoàng gia Anh. Trong chuyến đi đến Tây Ấn năm 1932, máy phóng tỏ ra khó hoạt động trừ khi biển lặng, và nó thường xuyên bị ướt nước khi thời tiết xấu. Máy phóng cùng với cần cẩu được tháo dỡ vào năm 1932, cùng với bệ cất cánh bên trên tháp pháo "B".

### Tàu chiến-tuần dương hay thiết giáp hạm nhanh?
Cho dù Hải quân Hoàng gia Anh luôn luôn xếp loại Hood như một tàu chiến-tuần dương, một số tác giả hiện đại như Anthony Preston đã mô tả nó như là một thiết giáp hạm nhanh, vì Hood dường như là sự cải tiến đối với lớp thiết giáp hạm Queen Elizabeth mang tính cách mạng. Trên giấy tờ, Hood giữ lại cùng cấu hình vũ khí và mức độ vỏ giáp bảo vệ, trong khi lại nhanh hơn đáng kể. Vào khoảng năm 1918, một số sĩ quan hải quân Mỹ bao gồm Phó đô đốc William Sims, Tư lệnh lực lượng Hải quân Hoa Kỳ tại châu Âu, và Đô đốc Henry T. Mayo, Tư lệnh Hạm đội Đại Tây Dương, chịu một ấn tượng rất mạnh bởi chiếc Hood, vốn đã được mô tả như là một "thiết giáp hạm nhanh", nên họ chủ trương Hải quân Hoa Kỳ nên phát triển một lớp thiết giáp hạm nhanh của riêng mình. Nhưng cuối cùng, người Mỹ vẫn tiếp tục xu hướng thiết kế đang có, những thiết giáp hạm lớp South Dakota chậm hơn nhưng được bảo vệ chắc chắn, và những tàu chiến-tuần dương nhanh, có vỏ giáp nhẹ thuộc lớp Lexington, cả hai sau đó đều bị hủy bỏ theo những điều khoản của Hiệp ước Hải quân Washington năm 1922. Những ảnh hưởng của Hood đã thể hiện trong những phiên bản thiết kế sau này của Lexington, bao gồm giảm bớt đai giáp chính, việc chuyển sang "vỏ giáp nghiêng", và việc bổ sung thêm bốn ống phóng ngư lôi bên trên mặt nước vào số bốn ống phóng ngầm dưới nước trong thiết kế nguyên thủy. Làm tăng thêm sự lẫn lộn, tài liệu của Hải quân Hoàng gia trong thời kỳ này thường mô tả mọi chiếc thiết giáp hạm có khả năng đạt đến hay vượt hơn tốc độ 24 kn (44 km/h) đều như là tàu chiến-tuần dương, bất kể đến lượng vỏ giáp mà nó được trang bị. Ví dụ như lớp tàu chiến-tuần dương G3 chưa từng chế tạo đã được xếp loại như vậy cho dù nó giống một chiếc thiết giáp hạm nhanh hơn là Hood.
Mặt khác, quy mô vỏ giáp bảo vệ của Hood, cho dù phù hợp với thời đại Jutland, chỉ ở xấp xỉ ngưỡng chống đỡ được đạn pháo 16 inch (406 mm) thế hệ mới trang bị cho các tàu chiến chủ lực xuất hiện không lâu sau khi nó hoàn tất vào năm 1920, tiêu biểu là lớp Colorado của Hoa Kỳ và lớp Nagato của Nhật Bản. Hải quân Hoàng gia hoàn toàn ý thức được những khiếm khuyết trong sơ đồ bảo vệ của Hood vẫn còn đó, ngay cả khi nó được tái thiết kế lại, nên Hood chỉ được dự định cho những vai trò của một tàu chiến-tuần dương, và nó đã phục vụ trong các hải đội tàu chiến-tuần dương trong hầu hết quãng đời phục vụ. Vào cuối thời gian phục vụ, Hood rõ ràng đã bị qua mặt bởi sự tiến bộ của vỏ giáp và bảo vệ dưới nước của những thiết giáp hạm nhanh thời kỳ Thế Chiến II. Tuy nhiên, bằng việc gửi Hood đi đối đầu với thiết giáp hạm Đức hiện đại Bismarck vào năm 1941, Bộ Hải quân Anh buộc phải hành động như vậy vì họ không sẵn có những chiếc tàu chiến "súng lớn" khác có thể bắt kịp Bismarck về tốc độ, và cũng có thể do danh tiếng và truyền thuyết không thể đánh chìm của "Mighty Hood".

## Chế tạo
Việc chế tạo Hood được bắt đầu tại xưởng đóng tàu của hãng John Brown & Company tại Clydebank, Scotland vào ngày 1 tháng 9 năm 1916. Sau khi Anh Quốc bị tổn thất ba tàu chiến-tuần dương trong trận Jutland, người ta tăng thêm 5.000 tấn vỏ giáp và trụ chống bổ sung vào thiết kế của Hood. Nghiêm trọng nhất, việc bảo vệ sàn tàu còn thiếu sót khi dàn trải trên ba lớp sàn tàu. Chúng được thiết kế như vậy nhằm kích nổ quả đạn pháo bắn tới khi chạm vào sàn trên, trong khi hầu hết năng lượng của vụ nổ sẽ được hấp thu khi quả đạn phát nổ phải xuyên qua hai lớp sàn tàu bọc thép tiếp theo. Tuy nhiên, việc phát triển thành công kiểu đạn pháo với kíp nổ trì hoãn thời gian vào giai đoạn cuối Chiến tranh Thế giới thứ nhất đã làm cho sơ đồ này trở nên kém hiệu quả hơn, khi đạn pháo bắn tới sẽ xuyên thủng nhiều lớp bọc thép yếu trước khi phát nổ sâu bên trong con tàu. Thêm vào đó, nó trở nên quá nặng nề so với thiết kế ban đầu, bị ướt nước nhiều khi đi biển khơi và cấu trúc lườn tàu chịu một áp lực nặng. Đã có những đề nghị nghiêm túc trước khi hạ thủy là nên tháo dỡ nó, tuy nhiên hoàn cảnh kinh tế của Anh Quốc sau chiến tranh không cho phép thay thế nó bằng một con tàu khác.
Hood được hạ thủy vào ngày 22 tháng 8 năm 1918 bởi bà vợ góa của Chuẩn Đô đốc Sir Horace Hood, cháu năm đời của vị Đô đốc lừng danh Lord Samuel Hood mà tên được đặt cho con tàu. Sir Horace Hood là người đã tử trận đang khi chỉ huy Hải đội Tàu chiến-tuần dương 3, đặt cờ hiệu của mình trên chiếc Invincible, một trong ba tàu chiến-tuần dương đã bị nổ tung trong trận Jutland. Nhằm dành chỗ tại xưởng tàu John Brown cho việc chế tạo tàu buôn, nó lên đường đi Rosyth để hoàn tất công việc trang bị vào ngày 9 tháng 1 năm 1920. Sau khi hoàn tất việc trang bị và chạy thử máy, nó được đưa ra hoạt động vào ngày 15 tháng 5 năm 1920 dưới quyền chỉ huy của Đại tá Hải quân Wilfred Tomkinson. Nó có chi phí 6.025.000 Bảng Anh vào lúc chế tạo, tương đương với 179 triệu Bảng Anh ngày hôm nay (năm 2012). Với một cặp ống khói dễ phân biệt và một kiểu dáng nghiêng, Hood được rộng rãi chấp nhận như là một tàu chiến thanh nhã nhất từng được chế tạo. Hood là tàu chiến lớn nhất của mọi kiểu tàu trên thế giới vào lúc đưa vào hoạt động, và giữ được danh hiệu này trong 20 năm. Kích cỡ ấn tượng và dàn vũ khí mạnh mẽ khiến nó được mang tên lóng Mighty Hood (Hood vĩ đại), và nó trở nên biểu tượng cho chính sự vĩ đại của Đế quốc Anh.

## Lịch sử hoạt động

### Những năm giữa hai cuộc thế chiến
Không lâu sau khi được đưa ra hoạt động vào ngày 15 tháng 5 năm 1920, Hood trở thành soái hạm của Hải đội Tuần dương-Thiết giáp thuộc Hạm đội Đại Tây Dương Anh Quốc, dưới quyền chỉ huy của Chuẩn đô đốc Sir Roger Keyes. Sau một chuyến đi đến vùng biển Scandinavia trong năm đó, Đại tá Hải quân Geoffrey Mackworth nhận quyền chỉ huy con tàu. Hood đã viếng thăm Địa Trung Hải trong những năm 1921 và 1922 để biểu dương lực lượng và huấn luyện cùng với Hạm đội Địa Trung Hải trước khi thực hiện một chuyến đi đến Brazil và Tây Ấn cùng với Hải đội Tàu chiến-tuần dương.

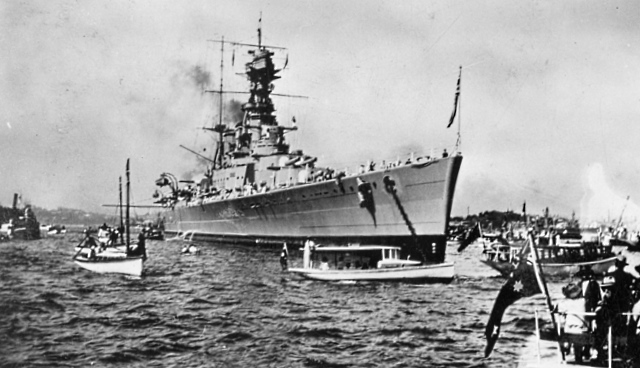
Hood trong cảng Sydney không lâu sau khi cùng các con tàu khác của Hải đội Đặc vụ đến nơi vào ngày 9 tháng 4 năm 1924

Đại tá Hải quân John im Thurn đang nắm quyền chỉ huy con tàu khi Hood, được tháp tùng bởi tàu chiến-tuần dương HMS Repulse và một số tàu tuần dương lớp Danae thuộc Hải đội Tuần dương nhẹ 1, lên đường cho một chuyến đi vòng quanh thế giới từ Tây sang Đông ngang qua kênh đào Panama vào tháng 11 năm 1923. Mục đích của chuyến đi là nhằm nhắc nhở các nước thuộc địa về sự phụ thuộc của họ đối với sức mạnh hải quân của Anh và thuyết phục họ ủng hộ tiền bạc, tàu chiến và các cơ sở phục vụ. Chúng quay trở về nhà mười tháng sau đó vào tháng 9 năm 1924 sau khi đã viếng thăm Nam Phi, Ấn Độ, Australia, New Zealand, Canada và Hoa Kỳ cũng như nhiều lãnh thổ tự trị và thuộc địa nhỏ khác dọc theo đường đi. Đang khi ở lại Australia vào tháng 4 năm 1924, Hải đội đã tham gia hộ tống tiễn biệt chiếc tàu chiến-tuần dương Australia của Hải quân Hoàng gia Australia ra biển để đánh đắm nhằm tuân thủ Hiệp ước Hải quân Washington. Hải đội Tàu chiến-tuần dương đã viếng thăm Lisbon vào tháng 1 năm 1925 để tham gia các lễ hội kỷ niệm nhà thám hiểm hàng hải Vasco da Gama trước khi tiếp tục đi đến Địa Trung Hải để tập trận. Hood tiếp tục thực hiện thường lệ chuyến viếng thăm huấn luyện mùa Đông đến Địa Trung Hải cho đến cuối thập niên đó. Đại tá Harold Reinold thay thế cho Đại tá im Thurn vào ngày 30 tháng 4 năm 1925 trong nhiệm vụ chỉ huy con tàu, và đến phiên ông được Đại tá Wilfred French thay phiên vào ngày 21 tháng 5 năm 1927.
Nó trải qua một đợt tái trang bị lớn từ ngày 17 tháng 5 năm 1929 đến ngày 16 tháng 6 năm 1930, rồi sau đó tiếp nối vai trò soái hạm của Hải đội Tàu chiến-tuần dương dưới quyền chỉ huy của Đại tá Julian Patterson. Cuối năm đó thủy thủ đoàn của chiếc tàu chiến đã tham gia cuộc binh biến Invergordon do bị cắt giảm tiền lương của thủy thủ. Sự kiện được kết thúc một cách hòa bình và Hood quay trở về cảng nhà sau đó. Hải đội Tàu chiến-tuần dương tiến hành một chuyến đi đến khu vực biển Caribbe vào đầu năm 1932, và Hood trải qua một đợt tái trang bị ngắn từ ngày 31 tháng 3 đến ngày 10 tháng 5 tại Portsmouth. Đại tá Thomas Binney tiếp nhận quyền chỉ huy con tàu vào ngày 15 tháng 8 năm 1932 và nó lại tiếp tục chuyến đi huấn luyện mùa Đông đến Địa Trung Hải trong năm tiếp theo. Đại tá Thomas Tower thay phiên cho Đại tá Binney vào ngày 30 tháng 8 năm 1933. Các bộ kiểm soát hỏa lực cho dàn pháo hạng hai và phòng không được tái sắp xếp trong một đợt tái trang bị ngắn từ ngày 1 tháng 8 đến ngày 5 tháng 9 năm 1934.
Trên đường đi Gibraltar trong một chuyến đi đến Địa Trung Hải, Hood đã bị chiếc tàu chiến-tuần dương Renown húc vào phía đuôi bên mạn trái vào ngày 23 tháng 1 năm 1935. Hư hại cho phía Hood chỉ giới hạn ở chân vịt phía ngoài bên mạn trái và một vết lỏm rộng 18 in (460 mm) trên lườn tàu, cho dù một số tấm thép lườn tàu bị bung ra do cú va chạm. Việc sửa chữa tạm thời được tiến hành tại Gibraltar trước khi con tàu lên đường đi Portsmouth để được sửa chữa triệt để từ tháng 2 đến tháng 5 năm 1935. Hạm trưởng của cả hai con tàu đều bị đưa ra toà án binh cùng với tư lệnh hải đội, Chuẩn đô đốc Sidney Bailey. Cả Tower và Bailey đều được tha bổng, còn chỉ huy của Renown là Đại tá Sawbridge bị cách chức. Tuy nhiên, Bộ Hải quân Anh kháng nghị lại bản án, phục chức cho Sawbridge và phê phán Bailey đã ra tín hiệu không rõ ràng trong lúc cơ động. Con tàu đã tham gia cuộc duyệt binh hạm đội tại Spithead vào tháng 8 tiếp theo nhân kỷ niệm Ngân khánh Đăng quang của Vua George V. Nó được phái đến Địa Trung Hải không lâu sau đó và đặt căn cứ tại Gibraltar khi cuộc Chiến tranh Ý-Abyssinia thứ hai nổ ra vào tháng 10. Đại tá Arthur Pridham tiếp nhận quyền chỉ huy vào ngày 1 tháng 2 năm 1936, và Hood quay trở về Portsmouth cho một đợt tái trang bị ngắn từ ngày 26 tháng 6 đến ngày 10 tháng 10 năm 1936. Hood được chính thức điều động về Hạm đội Địa Trung Hải vào ngày 20 tháng 10 không lâu sau khi cuộc Nội chiến Tây Ban Nha nổ ra. Vào ngày 23 tháng 4 năm 1937, nó đã hộ tống cho ba tàu buôn Anh tiến vào cảng Bilbao cho dù có sự hiện diện của tàu tuần dương Almirante Cervera thuộc phe Cộng hòa đang tìm cách phong tỏa cảng. Hood được tái trang bị tại Malta trong tháng 11-tháng 12 năm 1937, khi các ống phóng ngư lôi ngầm của nó được tháo dỡ. Đại tá Pridham được thay phiên bởi Đại tá Harold Walker vào ngày 20 tháng 5 năm 1938, rồi đến lượt ông được luân chuyển khi con tàu quay về Portsmouth vào tháng 1 năm 1939 cho một đợt đại tu kéo dài đến ngày 12 tháng 8.

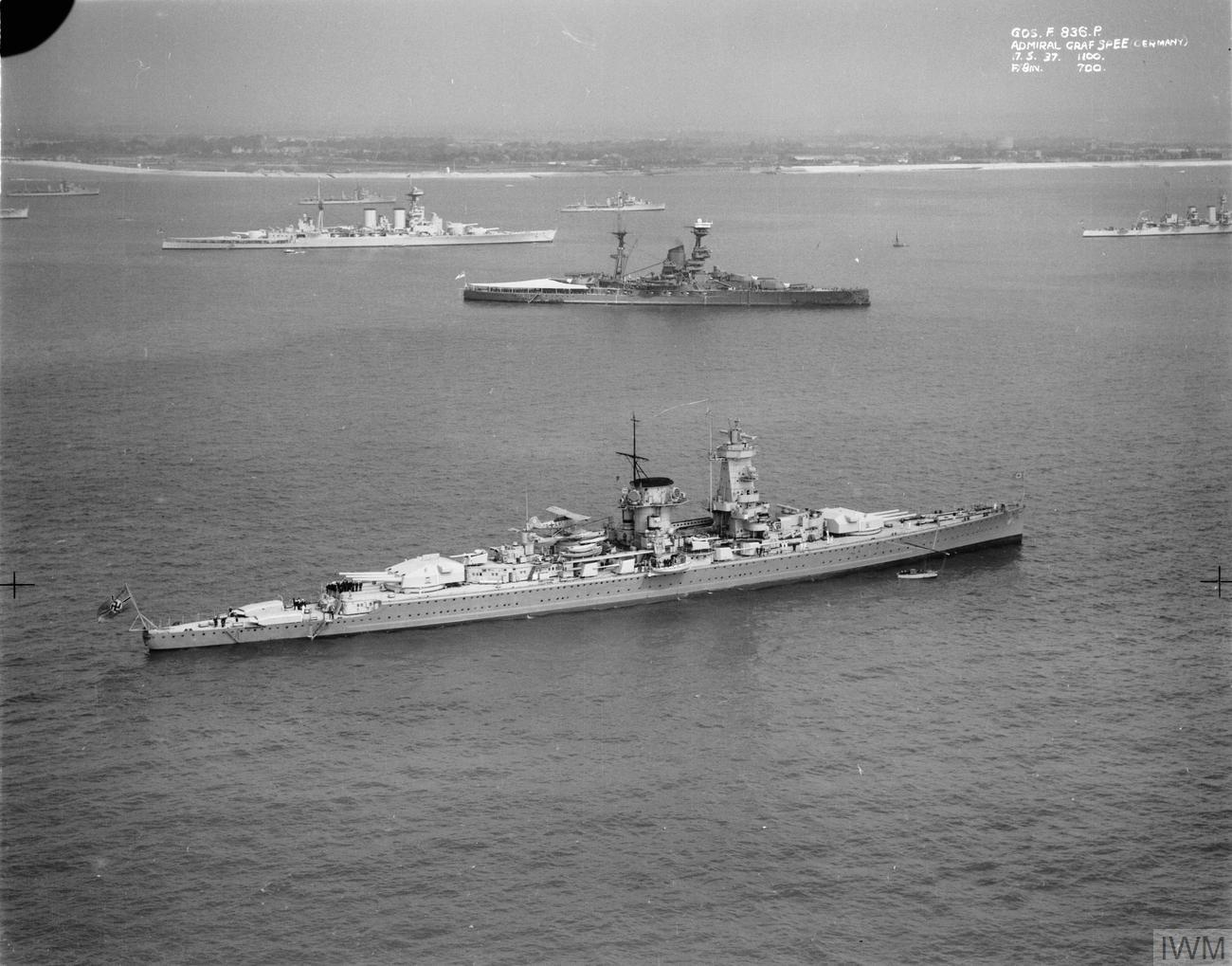
Những kẻ thù tương lai đang hòa hoãn: HMS Hood (hậu cảnh), HMS Resolution (giữa) và thiết giáp hạm bỏ túi Đức Admiral Graf Spee (tiền cảnh) đang thả neo tại Portsmouth nhân dịp duyệt binh hải quân mừng sinh nhật Vua George VI, tháng 5 năm 1937.

Hood được dự định cho tái cấu trúc rộng rãi vào năm 1941 nhằm nâng lên một tiêu chuẩn tương đương với những tàu chiến chủ lực thời Thế Chiến I được hiện đại hóa. Nó sẽ có các turbine và nồi hơi mới nhẹ hơn, một dàn pháo hạng hai bao gầm tám tháp pháo 5,25 in (133 mm) nòng đôi và sáu khẩu đội 2 pounder "pom-pom" phòng không tám nòng. Một máy phóng sẽ được trang bị ngang qua sàn tàu, trong khi các ống phóng ngư lôi còn lại được tháo dỡ. Tháp chỉ huy cũng sẽ được tháo dỡ và cầu tàu được tái cấu trúc lại. Hoạt động phục vụ tích cực hầu như thường xuyên, với tư cách là tàu chiến chủ lực có khả năng chiến đấu lớn nhất của Hải quân Hoàng gia, đã khiến cho tình trạng vật chất của chiếc tàu chiến-tuần dương bị hư hỏng dần dần, và đến cuối những năm 1930, Hood ở trong tình trạng rất kém và cần được tái trang bị. Việc Chiến tranh Thế giới thứ hai nổ ra khiến không thể rút Hood ra khỏi hoạt động thường trực, và vì vậy nó không bao giờ được tái cấu trúc, như được dự định giống như các tàu chiến chủ lực khác của Hải quân Hoàng gia như là Renown và một số chiếc trong lớp thiết giáp hạm Queen Elizabeth. Vào lúc này bộ ngưng tụ hơi nước của con tàu đã ở trong một tình trạng rất kém đến nổi hầu hết nước sạch chiết được phải được dùng để bổ sung cho nước nồi hơi, và không thể dành cho việc tắm rửa của thủy thủ đoàn hoặc ngay cả vào việc sưởi ấm phòng ăn khi thời tiết lạnh vì các ống dẫn hơi nước bị rò rỉ nặng. Những vấn đề này cũng làm giảm công suất hơi nước khiến nó không thể duy trì tốc độ như thiết kế.

### Chiến tranh Thế giới thứ hai
Đại tá Irvine Glennie tiếp nhận quyền chỉ huy vào tháng 5 năm 1939 và Hood được chuyển về Hải đội Tàu chiến-tuần dương thuộc Hạm đội Nhà trong khi còn đang được tái trang bị. Khi chiến tranh nổ ra vào cuối năm đó, nó được sử dụng chủ yếu vào việc tuần tra khu vực chung quanh Iceland và quần đảo Faroe để bảo vệ các đoàn tàu vận tải, và ngăn chặn các tàu cướp tàu buôn và tàu vượt phong tỏa Đức từ Bắc Hải tìm cách thoát ra Đại Tây Dương. Vào ngày 25 tháng 9 năm 1939, Hạm đội Nhà tiến vào Bắc Hải bảo vệ cho chuyến quay trở về của tàu ngầm Spearfish đã bị hư hại. Hạm đội bị phía Đức phát hiện và bị máy bay thuộc các Không đoàn Ném bom KG 26 và KG 30 tấn công. Hood trúng phải một quả bom 250 kg (550 lb) ném từ một máy bay ném bom Junkers Ju 88 và bị hư hại bầu chống ngư lôi bên mạn trái cùng bộ ngưng tụ hơi nước. Đến đầu năm 1940, tình trạng động cơ của Hood càng tệ hại hơn nữa và nó chỉ có thể di chuyển tối đa được 26,5 hải lý trên giờ (49,1 km/h; 30,5 mph). Nó được tái trang bị từ ngày 4 tháng 4 đến ngày 12 tháng 6.

#### Chiến dịch Catapult
Hood cùng với tàu sân bay Ark Royal được lệnh đi đến Gibraltar gia nhập Lực lượng H vào ngày 18 tháng 6, nơi Hood đảm trách vai trò soái hạm. Lực lượng H đã tham gia vào việc tiêu diệt Hạm đội Pháp tại Mers-el-Kebir vào tháng 7 năm 1940. Ngày 2 tháng 7, chỉ bảy ngày sau khi Pháp đầu hàng, Bộ Hải quân Anh đưa ra một tối hậu thư cho lực lượng Hạm đội Pháp đang ở tại Oran phải bị chiếm giữ tại một cảng Anh hoặc trung lập nhằm đảm bảo chúng không bị rơi vào tay phe Trục. Các điều kiện đưa ra bị từ chối và Hải quân Hoàng gia bắt đầu nổ súng vào lực lượng Hải quân Pháp đang neo đậu tại đây. Kết quả của màn hỏa lực của Hood không thể biết chính xác, nhưng ít nhất nó đã gây hư hại cho chiếc thiết giáp hạm Pháp Dunkerque vốn đã trúng bốn quả đạn pháo 15 inch và bị buộc phải tự mắc cạn để tránh bị đắm. Bản thân Hood cũng chịu đựng hỏa lực càn quét bắn trả của Dunkerque khiến hai người bị thương. Con tàu chị em với Dunkerque là Strasbourg tìm cách thoát ra khỏi cảng; Hood cùng nhiều tàu tuần dương nhẹ đã truy đuổi, nhưng phải bỏ cuộc hai giờ sau đó vì lo ngại việc truy đuổi vào ban đêm sẽ nguy hiểm do các lực lượng Pháp khác sẽ đến để giúp đỡ cho Strasbourg. Hood đang bị thiếu nhiên liệu, đồng thời Phó đô đốc Lancelot Holland, tư lệnh Lực lượng H, cũng lo ngại về mối đe dọa của tàu ngầm Ý. Hood phải lẩn tránh một loạt ngư lôi phóng từ một tàu xà-lúp Pháp.

#### Quay về vùng biển nhà
Hood được tàu chiến-tuần dương Renown thay phiên trong vai trò soái hạm Lực lượng H vào ngày 10 tháng 8 sau khi quay trở về Scapa Flow. Vào ngày 13 tháng 9, sau một đợt tái trang bị ngắn, nó được gửi đến Rosyth cùng với các thiết giáp hạm HMS Nelson và HMS Rodney và các tàu chiến khác, chiếm lĩnh những vị trí thuận tiện có thể ngăn chặn một hạm đội Đức xâm lược. Khi nguy cơ bị đổ bộ không còn, Hood tiếp nối vai trò trước đây trong việc hộ tống đoàn tàu vận tải và tuần tra chống các tàu cướp tàu buôn Đức. Hai lần Hood được phái đi đối đối đầu với tàu chiến đối phương. Vào ngày 28 tháng 10, nó lên đường để ngăn chặn thiết giáp hạm bỏ túi Admiral Scheer, rồi một lần nữa vào ngày 24 tháng 12, để truy tìm tàu tuần dương hạng nặng Admiral Hipper, cả hai lần Hood đều không tìm thấy đối thủ. Từ tháng 1 năm 1941 con tàu trải qua một đợt tái trang bị tại Rosyth. Ngay cả sau đợt tái trang bị này, tình trạng vật chất của nó vẫn rất kém, nhưng mối đe dọa từ các tàu chiến chủ lực Đức lớn đến mức không thể đưa nó vào ụ tàu thực hiện một cuộc đại tu thực sự, cho đến khi có thêm những thiết giáp hạm lớp King George V được đưa vào hoạt động. Đại tá Ralph Kerr tiếp nhận quyền chỉ huy con tàu trong khi nó đang tái trang bị, và Hood được lệnh nhổ neo trong một nỗ lực đánh chặn các thiết giáp hạm Đức Gneisenau và Scharnhorst sau khi việc tái trang bị hoàn tất vào giữa tháng 3. Không thành công, nó được lệnh tuần tra khu vực vịnh Biscay ngăn chặn mọi con tàu Đức thoát ra từ Brest. Hood lại được lệnh đi đến vùng biển Na Uy vào ngày 19 tháng 4 khi Bộ Hải quân Anh nhận được một báo cáo nhầm rằng thiết giáp hạm Bismarck đã khởi hành từ Đức. Sau đó nó tuần tra trong vùng Bắc Đại Tây Dương cho đến khi trở về Scapa Flow vào ngày 6 tháng 5.

#### Trận chiến eo biển Đan Mạch

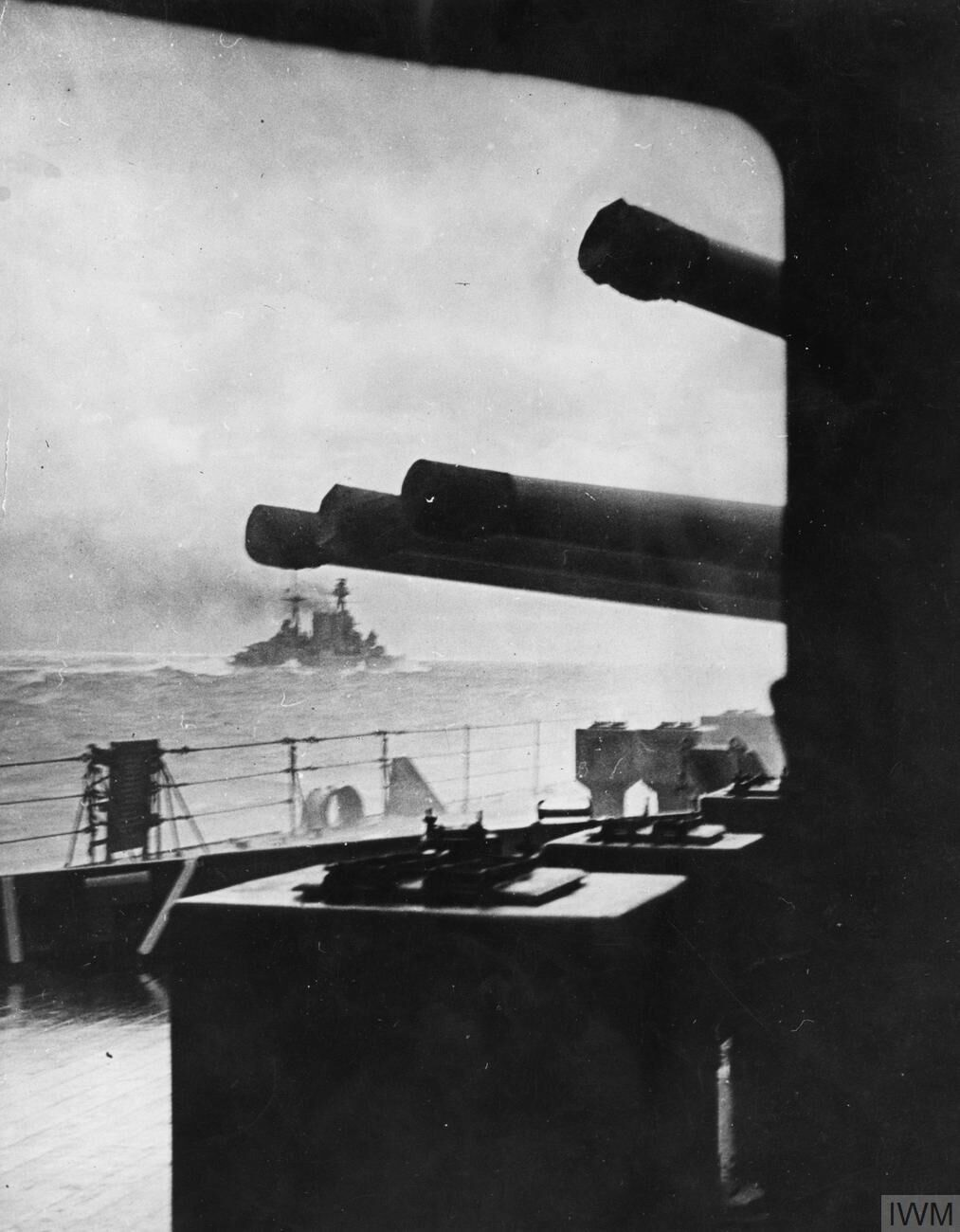
Tấm ảnh cuối cùng của HMS Hood đang đi đến điểm gặp gỡ Bismarck nhìn từ chiếc Prince of Wales.

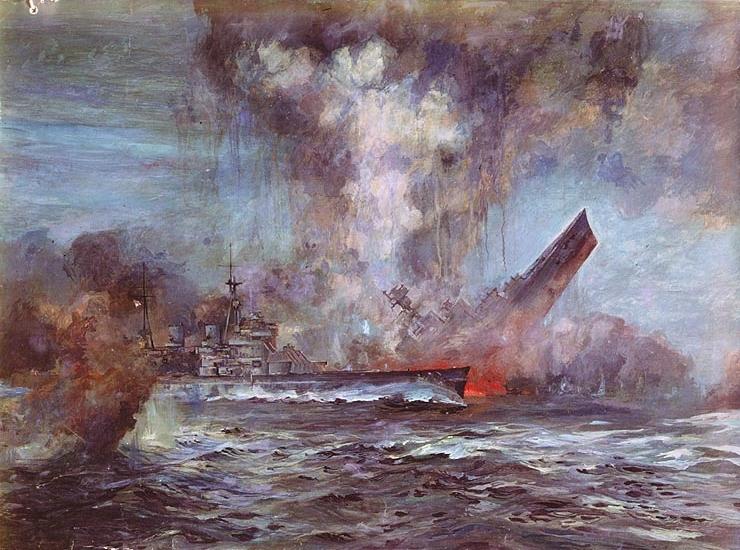
Tranh vẽ mô tả HMS Prince of Wales đang bẻ lái để tránh HMS Hood đang chìm.

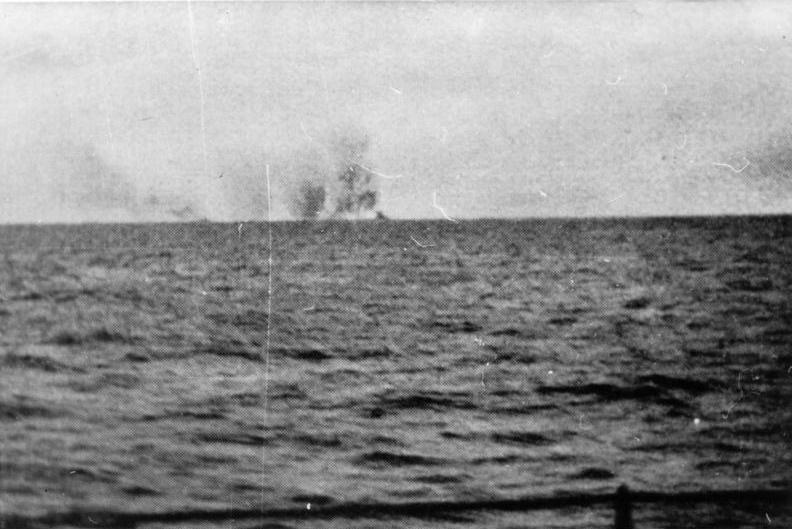
Cái chết của HMS Hood; một đám mây khói bao phủ bên trên vị trí của nó, ngay sau khi con tàu phát nổ

Khi Bismarck, có tàu tuần dương hạng nặng Prinz Eugen tháp tùng, lên đường tham gia Chiến dịch Rheinübung với mục tiêu tiến ra Đại Tây Dương vào tháng 5 năm 1941, Hood cùng với thiết giáp hạm Prince of Wales vừa mới được đưa vào hoạt động được gửi đi truy đuổi, cùng với nhiều nhóm tàu chiến chủ lực Anh khác nhằm tiêu diệt các con tàu Đức trước khi chúng tiến ra Đại Tây Dương tấn công các đoàn tàu vận tải Đồng Minh. Hood được đặt dưới sự chỉ huy của Đại tá Ralph Kerr và treo cờ hiệu của Phó Đô đốc Lancelot Holland. Khi các con tàu Đức bị hai tàu tuần dương hạng nặng trang bị radar HMS Suffolk và Norfolk phát hiện vào ngày 23 tháng 5, các tàu chiến dưới quyền Holland được tung ra đối đầu tại eo biển Đan Mạch, giữa Greenland và Iceland, vào ngày 24 tháng 5.
Phó Đô đốc Holland dự định tiếp cận Bismarck và Prinz Eugen theo một hướng đi hội tụ đối đầu. Kế hoạch này mang nhiều ưu thế quyết định. Trên tất cả, nó cho phép Hood và Prince of Wales rút ngắn khoảng cách với lực lượng Đức ở vận tốc kết hợp chung khoảng 50 knot, sẽ làm giảm đáng kể thời gian mà sàn tàu bọc thép yếu kém của Hood phải phơi ra trước đạn pháo bắn tới từ dàn pháo chính của Bismarck, chỉ bộc lộ ra mạn tàu vốn được bảo vệ thích đáng hơn. Bộ Hải quân Anh biết rõ điểm yếu của lớp vỏ giáp sàn tàu trên chiếc Hood. Điều này cũng có nghĩa là Hood sẽ đối đầu với hải đội Đức ngay lúc bình minh (khoảng 02 giờ 00 ở Bắc Cực vào tháng 5) và được hưởng lợi khi xuất hiện từ trong bóng tối để bắt gặp các tàu chiến Đức với hình bóng nổi rõ trên nền ánh sáng rạng đông. Một ưu thế khác là họ không chỉ gây bất ngờ cho lực lượng Đức khi hải đội của Holland tiếp cận từ phía Nam, mà còn cho phép một cuộc chiến vào ban đêm. Hải quân Hoàng gia Anh vào thời đó rất thành thạo trong các hoạt động tác chiến ban đêm, họ được huấn luyện trong những năm giữa hai cuộc thế chiến trong nỗi ám ảnh của việc để Hạm đội Biển khơi Đức thoát đi trong đêm sau trận Jutland. Có thể rằng Holland cũng dự định để lực lượng của Đô đốc Frederic Wake-Walker, đặt cờ hiệu của mình trên chiếc Norfolk, đối đầu riêng lẻ với hải đội Đức cũng như các tàu khu trục của chính Holland, để thu hút và phân tán sự chú ý của đối phương. Dù sao Holland chưa bao giờ thể hiện ý định này, e ngại rằng việc liên lạc sẽ bộc lộ sự hiện diện của mình.
Tuy nhiên, hai chiếc Suffolk và Norfolk, vốn đã theo dõi Bismarck và Prinz Eugen từ 19 giờ 15 phút ngày 23 tháng 5, lại mất dấu Bismarck từ khoảng nữa đêm cho đến 02 giờ 47 phút ngày 24 tháng 5. Trong thời gian này, ở khoảng cách không quá 16 km (10 dặm), hải đội Đức đã vượt qua hải đội Anh khiến cho kế hoạch của Holland không thể thực hiện. Điều này đã đưa đến một hậu quả thảm khốc. Khi sự tiếp xúc với đối phương được tái lập, Holland không còn nhiều lựa chọn nhưng phải đuổi theo phía sau hải đội Đức. Hơn nữa, Holland lại cho các tàu khu trục hộ tống của mình tách ra vào lúc mất dấu vết để truy lùng lực lượng Đức; các tàu khu trục này đã không thể quay trở lại trận chiến kịp lúc, cho đến lúc đã quá trễ không làm được điều gì ngoại trừ việc trợ giúp cho những người còn sống sót. Khi hai đối thủ gặp nhau ngay trước 06 giờ 00, Hood tiếp cận Bismarck trên cùng hướng đi trên hai hải trình gần như song song, làm gia tăng đáng kể thời gian mà sàn tàu yếu kém của nó phải phơi ra trước đạn pháo bắn tới từ Bismarck. Holland không sẵn lòng hướng mũi tàu của mình trực tiếp các con tàu Đức để rút ngắn khoảng cách, vì sẽ cho phép Bismarck và con tàu tùy tùng bắn toàn bộ hỏa lực qua mạn tàu, trong khi Holland chỉ có thể sử dụng các tháp pháo phía trước của Hood. Một điểm cũng gây nhiều tranh cãi, khi Holland chọn chiếc Hood làm đội tiên phong dẫn đầu đội hình của mình thay vì để cho Prince of Wales đi trước, và vì vậy sẽ chịu đựng gánh nặng hỏa lực pháo Đức bắn tới trên lớp vỏ giáp sàn tàu chắc chắn hơn.
Hải đội Anh trông thấy các con tàu Đức lúc 05 giờ 37 phút nhưng phía Đức đã nhận biết sự hiện diện của chúng từ trước; máy dò âm dưới nước của Prinz Eugen trước đó đã phát hiện âm thanh của chân vịt tốc độ cao xuất phát từ hướng Đông Nam. Chuẩn đô đốc Günther Lütjens, chỉ huy hải đội Đức, phải đối mặt với một tình thế khó xử trên chiếc Bismarck. Ông được lệnh chỉ đối đầu với những tàu buôn đối phương chứ không phải tàu chiến, không nói đến những tàu chiến chủ lực. Bismarck có thể chạy nhanh hơn các tàu hạng nặng đối phương, nhưng đang ở gần các rìa băng, và các tàu tuần dương hạng nặng đối phương dõi theo phía sau bên mạn phải. Ông không có nhiều lựa chọn nhưng buộc phải tham chiến. Do việc mất dấu vào đêm hôm trước, giờ đây Hood và Prince of Wales tiếp cận đối phương từ một góc mà chỉ có hai tháp pháo phía trước có thể ngắm vào mục tiêu, vì cấu trúc thượng tầng của chính chúng đã che khuất các tháp pháo phía sau. Ngược lại Bismarck và Prinz Eugen lại có thể hướng mọi khẩu pháo chính của chúng vào đối thủ khi trận chiến bắt đầu.
Phía Anh khai hỏa lúc 05 giờ 52 phút. Thoạt tiên Hood nhắm vào Prinz Eugen, chiếc dẫn đầu trong đội hình, và phía Đức bắn trả lúc 05 giờ 55 phút, cả hai đều tập trung hỏa lực nhắm vào Hood. Prinz Eugen có thể là chiếc đầu tiên đã bắn trúng đích, khi một quả đạn pháo 203 mm (8 inch) bắn trúng sàn chứa xuồng giữa các ống khói, gây ra một đám cháy lớn và làm kích nổ đạn pháo 102 mm (4 inch) và rocket UP đang dự trữ tại đây. Khoảng trước 06 giờ 00, Holland ra lệnh "2 blue", một cú bẻ lái 20° sang mạn trái nhằm đưa các khẩu pháo sau đuôi của Hood có thể ngắm vào Bismarck.
Vào khoảng 06 giờ 00 (06 giờ 01 phút theo giờ phía Đức), khi Hood đang trong quá trình bẻ lái 20° sang mạn trái, nó lại bị bắn trúng một hay nhiều phát từ loạt đạn pháo thứ năm của Bismarck, được bắn từ khoảng cách 16.650 mét (18.210 yd). Một quả đạn pháo của loạt đạn này có lẽ đã bắn trúng tháp quan sát vì sàn chứa xuồng đã chịu đựng một cơn mưa mảnh vụn và xác người. Hầu như ngay lập tức, một luồng lửa khổng lồ bùng lên từ chiếc Hood ngay cánh cột ăn-ten chính, rồi được tiếp nối bằng một vụ nổ dữ dội phá hủy toàn bộ phần sau của con tàu. Phần đuôi của Hood nhô cao rồi chìm nhanh chóng, cảnh tượng cuối cùng là phần mũi của nó cũng hướng lên khỏi mặt biển gần như thẳng đứng, rồi chìm theo. Một ghi chú của một người sống sót lưu giữ tại Chi nhánh Lịch sử của Tàng thư Hải quân Hoàng gia Anh cung cấp tọa độ 63°20′B 31°50′T / 63,333°B 31,833°T như là vị trí con tàu bị chìm.
Trong tổng số 1.418 thành viên thủy thủ đoàn, chỉ còn lại ba người: Ted Briggs (1923-2008), Robert Ernest Tilburn (1921-1995) và William John Dundas (1921-1965) sống sót; họ được cứu vớt khoảng hai giờ rưỡi sau đó bởi tàu khu trục HMS Electra. Electra phát hiện nhiều mảnh vụn, nhưng không thấy xác người.

### Diễn biến tiếp theo
Prince of Wales bị buộc phải tách ra khỏi trận chiến do cả hư hại bởi pháo Đức bắn trúng lẫn những hư hỏng cơ khí của pháo và tháp pháo sau khi Hood bị chìm. Mặc dù có những vấn đề, nó vẫn bắn trúng Bismarck ba lần. Một trong những phát bắn trúng đã làm nhiễm bẩn phần lớn nhiên liệu dự trữ của Bismarck, buộc nó sau đó phải chuyển hướng về vùng an toàn thuộc khu vực chiếm đóng tại Pháp, nơi nó có thể được sửa chữa. Bismarck tạm thời thoát khỏi bị theo dõi, nhưng lại bị phát hiện sau đó và bị lực lượng áp đảo của Anh đánh chìm vào ngày 27 tháng 5.
Bản thông cáo chính thức của Bộ Hải quân Anh, được phát ra liền ngay trong ngày chiếc tàu chiến bị đánh chìm, cho biết: "Trong hoạt động tác chiến..., HMS Hood … rủi ro trúng phải một quả đạn pháo vào hầm đạn và đã nổ tung."  Ủy ban Điều tra chính thức thứ nhất về việc tổn thất của con tàu, do Phó Đô đốc Sir Geoffrey Blake làm chủ tịch, đã đưa ra bản báo cáo chính thức vào ngày 2 tháng 6, chưa đầy hai tuần sau khi con tàu bị đánh chìm. Nó xác nhận giả thiết ban đầu này, khẳng định rằng:
(c) Nguyên nhân có thể dẫn đến việc bị mất chiếc HMS Hood là sự xâm nhập trực tiếp qua lớp vỏ giáp bảo vệ bởi một hay nhiều quả đạn pháo 15 inch bắn từ khoảng cách 16.500 yard (15 km), đưa đến việc phát nổ một hay nhiều hầm đạn phía sau của con tàu.
Tuy nhiên, công việc của ủy ban điều tra ban đầu này trở thành đề tài của sự phê phán, chủ yếu là do không giữ lại lời khai của những người được chứng kiến tận mắt. Hơn nữa, Giám đốc Chế tạo Hải quân (DNC: Director of Naval Construction), Sir Stanley Goodall, còn đưa ra một giả thuyết khác rằng Hood bị phá hủy do vụ nổ bởi ngư lôi của chính nó. Kết quả là một Ủy ban Điều tra thứ hai được thành lập, dưới sự lãnh đạo của Chuẩn Đô đốc Sir Harold Walker, và đưa ra bản báo cáo cuối cùng vào tháng 9 năm 1941. Công việc điều tra lần này "cẩn thận và tỉ mỉ hơn lần thứ nhất rất nhiều, thu thập chứng cứ của tổng cộng 176 người từng tận mắt chứng kiến thảm họa", có khảo sát cả giả thuyết của Goodall lẫn những giả thuyết khác (xem bên dưới). Nhưng cuối cùng Ủy ban điều tra thứ hai cũng đi đến một kết luận hầu như tương tự như với Ủy ban thứ nhất, khi cho rằng:
Việc chiếc Hood bị chìm là do trúng phải một phát đạn pháo 15 inch từ chiếc Bismarck, ở ngay hoặc sát bên cạnh hầm đạn 4 inch hay 15 inch của chiếc Hood, khiến chúng đều phát nổ và hủy diệt phần phía sau của con tàu. Nhiều khả năng là hầm đạn 4 inch đã phát nổ trước.
Cả hai ủy ban điều tra đều miễn trừ cho Phó Đô đốc Holland mọi trách nhiệm về việc tổn thất của chiếc Hood.
Đài tưởng niệm dành cho những người đã tử trận được dựng lên trong khắp nước Anh, một số được tưởng nhớ ở nhiều nơi khác nhau. Một thành viên như vậy, George David Spinner, được ghi nhớ tại Đài tưởng niệm Hải quân Portsmouth, Nhà nguyện Chapel thuộc Nhà thờ St John the Baptist, tại Boldre thuộc Hampshire, đồng thời trên bia mộ của người em trai, vốn đã tử trận khi phục vụ cùng Không quân Hoàng gia Anh vào năm 1942, tại Nghĩa trang Hamilton Road, Deal, Kent..

## Những giả thuyết hiện đại về việc bị đánh chìm

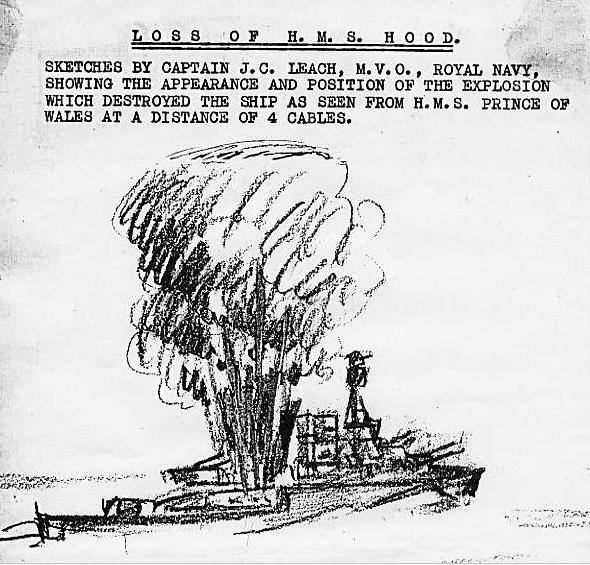
Bản phác thảo được vẽ bởi Đại tá JC Leach, chỉ huy chiếc HMS Prince of Wales, trình cho Ủy ban Điều tra thứ hai vào năm 1941. Bức vẽ cho thấy cột khói hay lửa bốc lên cạnh cột ăn-ten chính ngay trước khi vụ nổ khổng lồ phá sạch mọi thứ phía sau con tàu. Hiện tượng này được tin là kết quả của một đám cháy thuốc phóng cordite thoát ra từ các lỗ thông hơi của phòng động cơ.

Nguyên nhân chính xác đưa đến việc mất chiếc HMS Hood tiếp tục là một đề tài gây tranh cãi. Các giả thuyết chính bao gồm các nguyên nhân dưới đây:
- Một phát bắn trúng trực tiếp xuyên vào hầm đạn phía sau. Do quả đạn pháo chỉ có thể xuất phát từ Bismarck, vì Prinz Eugen đã thôi không còn nhắm vào Hood lúc xảy ra vụ nổ. Như được giải thích bên trên, giả thuyết này được đưa ra ngay sau khi con tàu bị chìm. Những nghi vấn đặt ra trước tiên căn cứ vào lời khai của những người tận mắt chứng kiến, cho rằng vụ nổ đã phá hủy Hood xuất phát từ gần cột ăn-ten trước, cách rất xa hầm đạn phía sau, mà ví dụ là bản phác thảo mà Đại tá JC Leach, chỉ huy chiếc HMS Prince of Wales, trình cho Ủy ban Điều tra thứ hai. Những người chuyên môn tận mắt chứng kiến cho rằng, những gì được thấy là sự thoát hơi, thông qua các lỗ thông hơi của phòng động cơ, của một vụ nổ hay bốc cháy mạnh, nhưng không ngay lập tức, của hầm đạn 4 inch. Vụ nổ đã làm sụp đổ vách ngăn giữa hầm đạn 4 inch và hầm đạn 15 inch, rất nhanh chóng đưa đến vụ nổ dữ dội tương tự như những gì từng được chứng kiến trong trận Jutland. Giả thuyết này cuối cùng đã được Ủy ban Điều tra chấp nhận.[80]
- Một quả đạn pháo bắn trượt rơi sớm, di chuyển dưới nước rồi trúng con tàu bên dưới đai giáp rồi xâm nhập vào hầm đạn. Trong cùng trận chiến đó, Prince of Wales bị bắn trúng một phát kiểu này khi một quả đạn pháo 15 in (380 mm) di chuyển dưới nước một quãng đường khoảng 80 ft (24 m), và đánh trúng 28 ft (8,5 m) bên dưới mực nước, xuyên qua nhiều vách ngăn nhẹ, và dừng lại trước vách ngăn chống ngư lôi mà không phát nổ vì bị tịt ngòi. Ủy ban Điều tra thứ hai cho rằng giả thuyết này không thể xảy ra, tranh luận rằng nếu như kíp nổ hoạt động bình thường, nó sẽ kích nổ quả đạn pháo dưới nước trước khi đến được con tàu. Căn cứ theo tính toán của Jurens, một trong các quả đạn pháo của Bismarck rơi xuống khoảng 20 foot (6,1 m) phía trước Hood có thể xuyên thủng mạn con tàu bên dưới đai giáp và có thể kích nổ hầm đạn của con tàu nếu kíp nổ hoạt động.[85]
- Con tàu bị phá hủy bởi một vụ nổ ngư lôi của chính nó. Theo giả thuyết của Goodall, ngư lôi của con tàu có thể phát nổ bởi đám cháy đang lan rộng trên sàn chứa xuồng, hay nhiều khả năng hơn là bởi một phát bắn trúng trực tiếp từ Bismarck. Điều này có thể làm thổi tung mạn tàu, phá hủy các trụ chống lườn tàu; lực nước tràn vào qua lỗ hổng có thể đạt đến tốc độ 30 hải lý trên giờ (56 km/h), đủ sức cắt rời phần đuôi tàu khỏi phần lườn còn lại.[86]
- Đám cháy hiện hữu trên sàn chứa xuồng lan rộng đến hầm đạn. Các chứng cứ được đưa ra cho Ủy ban thứ hai cho thấy các cửa ra vào hầm đạn 4 inch đều được đóng kín trong suốt thời gian chiến sự. Vẫn có khả năng một cánh cửa hoặc thang nâng bị mở tung do đạn pháo đối phương khiến lửa lan đến hầm đạn. Những lối vào khác khiến lửa lan đến có thể là qua lỗ thông gió hầm đạn, hoặc theo gợi ý của Ted Briggs, là qua sàn của phòng đạn pháo 15 in (380 mm).[87]
- Vụ nổ được kích hoạt bởi đạn pháo 4 in (100 mm) chất bên ngoài các hầm đạn. Được viết vào năm 1979, nhà sử học hải quân Antony Preston cho rằng các hầm đạn phía sau của Hood bị "vây bọc bởi đạn pháo phòng không 102 mm (4 inch) bổ sung ở bên ngoài lớp vỏ bọc thép của hầm đạn. Việc dự trữ đạn dược không được bảo vệ này có thể bị kích nổ bởi đám cháy trên sàn chứa xuồng hoặc một quả đạn pháo đến từ Bismarck.[88]
- Con tàu bị nổ tung bởi chính các khẩu pháo của nó. Tại Ủy ban Điều tra thứ hai, những người chứng kiến tận mắt đã báo cáo về một kiểu bùng nổ khác thường từ các khẩu pháo 15 inch của Hood, nghi ngờ rằng một phát đạn pháo đã bị kích nổ bên trong khẩu súng, gây ra một vụ nổ bên trong tháp pháo. Nhiều khả năng là dưới sức ép của trận đụng độ, các biện pháp an toàn vốn được đưa ra sau những thảm họa tại Jutland nhằm ngăn ngừa một vụ nổ như vậy lan đến hầm đạn, đã bị thất bại.[89]

Tác giả Jurens trong nghiên cứu năm 1987 đã xem xét lại một cách tường tận các giả thuyết này (ngoài trừ giả thuyết của Preston). Kết luận chính được đưa ra cho rằng việc tổn thất của con tàu hầu như chắc chắn là do việc kích nổ một hầm đạn 4 inch, nhưng có nhiều cách có thể đưa đến việc này, mặc dù ông đã loại trừ khả năng đám cháy trên sàn chứa xuồng hay việc kích nổ ngư lôi là những nguyên nhân khả dĩ. Theo quan điểm của Jurens, cách nhìn phổ biến cho rằng "đạn pháo bắn tới" đã xuyên thủng sàn tàu bọc thép của Hood là không chính xác, do ước lượng của ông về góc rơi của đạn pháo 38 cm từ chiếc Bismarck vào lúc đó không vượt quá 14º, một góc rất không thuận lợi cho việc xuyên thủng vỏ giáp ngang, bên ngoài mọi sơ đồ tính toán độ xuyên thủng đương thời của Đức. Hơn nữa, sơ đồ dựng bằng máy tính của chiếc Hood cho thấy một quả đạn pháo rơi ở góc như vậy không thể đến được một hầm đạn phía sau mà không phải trước hết xuyên qua một phần nào đó của đai giáp. Mặc khác, đai giáp dày 12-inch có thể bị xuyên thủng nếu như chiếc Hood đã xoay hết cú bẻ lái sau cùng.
Một sự phát triển hơn nữa gần đây là việc khám phá ra xác tàu đắm của chiếc Hood. Việc khảo sát xác tàu đắm đã xác nhận các hầm đạn phía sau thực sự đã phát nổ. Phần đuôi của chiếc Hood được tìm thấy với bánh lái vẫn còn nguyên tại chỗ, và người ta thấy nó đang bẻ sang mạn trái vào lúc vụ nổ xảy ra. Hơn nữa, một phần của mũi tàu ngay phía trước tháp pháo A bị mất, đưa đến việc nhà sử gia, nguyên là giảng viên Học viện Hải quân Hoàng gia Britannia, Eric J. Grove cùng nhà lãnh đạo thám hiểm David Mearns tin rằng "ngay trước hoặc ngay sau khi chìm xuống nước, mũi tàu phải chịu đựng một vụ nổ bên trong rất lớn gây hư hại nặng", có thể do nổ một phần hầm đạn 15 inch phía trước. Người ta cho rằng đám cháy chết người đã lan từ phần đuôi tàu ngang qua các thùng nhiên liệu bên mạn phải, do vách lườn tàu bên mạn phải của Hood "dường như bị mất nhiều nhất, nếu không nói là mất toàn bộ các tấm thép của bầu chống ngư lôi".
Chứng cứ của xác tàu đắm đã bác bỏ giả thuyết của Goodall, trong khi mô tả của những người được chứng kiến tận mắt về luồng khí thoát ra từ hầm đạn 4 inch trước vụ nổ chính mâu thuẫn với giả thuyết cho rằng Hood bị nổ tung bởi chính những khẩu pháo của nó. Các giả thuyết khác được liệt kê bên trên vẫn có khả năng xảy ra.

## Xác tàu đắm
Kênh truyền hình 4 (Channel 4) của Anh Quốc vào năm 2001 đã tài trợ cho nhà săn tìm xác tàu đắm David Mearns cùng công ty Blue Water Recoveries của ông trong việc truy tìm địa điểm xác tàu đắm của Hood, và nếu có thể, quay lại những thước phim dưới nước của cả Hood lẫn đối thủ Bismarck. Tư liệu này sẽ được sử dụng để phát sóng tài liệu nhân dịp kỷ niệm 60 năm trận chiến giữa các con tàu. Đây là lần đầu tiên người ta tìm cách phát hiện địa điểm xác tàu đắm của Hood. Mearns đã dành ra sáu năm trước đó nghiên cứu với tư cách cá nhân số phận của Hood với mục tiêu tìm ra chiếc tàu chiến-tuần dương, và đã kêu gọi sự hỗ trợ của Hải quân Hoàng gia Anh, Hiệp hội HMS Hood và các nhóm cựu chiến binh, cùng Ted Briggs, người sống sót cuối cùng còn lại.
Nhóm tìm kiếm và thiết bị được tổ chức trong vòng 4 tháng, tận dụng khoảng hở thời gian có hoàn cảnh thời tiết tốt ở Bắc Đại Tây Dương. Việc tổ chức tìm kiếm phức tạp hơn do sự hiện diện của nhóm quay phim tài liệu cùng thiết bị của họ, cùng với một nhà báo truyền hình thực hiện phóng sự trực tiếp truyền qua vệ tinh trong quá trình tìm kiếm. Nhóm tìm kiếm cũng dự định đưa những đoạn clip quay video từ thiết bị lặn điều khiển từ xa ROV (remotely operated underwater vehicle) lên website của Channel 4. Sau khi quay được những tư liệu về Bismarck, Mearns và nhóm tìm kiếm bắt đầu rà soát một khu vực rộng 600 hải lý vuông (2.100 km2) dành cho Hood, một công việc ước lượng hoàn tất trong vòng 6 ngày. Khu vực mà Mearns nghi ngờ có xác đắm của Hood được ưu tiên, và thiết bị quét sonar bên đã tìm thấy chiếc tàu chiến-tuần dương vào giờ thứ 39 của cuộc thám hiểm.
Xác tàu đắm của Hood nằm trên nền đáy biển trải rộng trên hai khu vực đầy mảnh vỡ. Khu phía Đông bao gồm những mảnh nhỏ của đuôi tàu còn lại sau vụ nổ hầm đạn cùng những phần còn sót lại của mũi tàu và những mảnh nhỏ như là chân vịt. Tháp điều khiển hỏa lực 4 inch nằm trong khu vực mảnh vỡ phía Tây, trong khi tháp chỉ huy bọc thép hạng nặng nằm tách biệt cách một khoảng xa khỏi xác tàu chính. Phần giữa của con tàu, phần lớn nhất còn lại của xác tàu sau vụ nổ, nằm úp ở phía Nam khu vực mảnh vỡ phía Đông trong một miệng núi lửa lớn. Mạn phải của phần giữa con tàu bị mất cho đến vách trong của các thùng chứa nhiên liệu, và các tấm thép lườn tàu bị uốn cong ra bên ngoài; điều này được lý giải cho thấy con đường lan truyền của vụ nổ ngang qua các thùng chứa nhiên liệu bên mạn phải. Người ta còn giả định là các khu vực mảnh vụn nhỏ là những phần của lườn tàu phía sau nơi bố trí các hầm đạn và tháp pháo, vì phần này của lườn tàu bị phá hủy hoàn toàn trong vụ nổ. Hình ảnh phần mũi bị tách rời ngay phía trước tháp pháo A đã xuất phát một giả thuyết rằng một vụ nổ thứ phát có thể đã xảy ra tại khu vực này. Các nhà nghiên cứu khác cho rằng loạt đạn pháo cuối cùng mà Hood khai hỏa thực ra không phải là loạt đạn pháo, nhưng là lửa bùng lên từ vụ nổ hầm đạn phía trước, đưa đến cảm giác là Hood đã khai hỏa lần sau cùng. Hư hỏng này ở phía trước vách ngăn bọc thép, nhiều khả năng là hư hại do dồn dép chịu đựng vào lúc con tàu bị chìm, vì một phòng ngư lôi vốn đã được tháo dỡ vào một trong những đợt tái trang bị cho nó ở xấp xỉ vị trí điểm bị phá vỡ. Tuy nhiên, quan điểm của Mearns và White vốn khảo sát xác tàu đắm cho rằng điều này ít có khả năng xảy ra vì hư hỏng này có quy mô giới hạn, cũng như khó là nguyên nhân của những tấm thép bị loe ra được trông thấy tại khu vực này. Một vụ nổ hầm đạn phía trước nhiều khả năng đã làm hư hỏng ụ tháp pháo "B" hơn là phía trước nó. Tuy nhiên, tác giả Bill Jurens chỉ ra rằng không có bất kỳ loại hầm đạn nào tại vị trí gãy vỡ, và vị trí gãy vỡ ngay phía trước vách ngăn bọc thép ngang gợi ý cấu trúc của con tàu đã bị hỏng tại đây do hậu quả sự dồn ép khi mũi tàu bị nhấc lên tư thế thẳng đứng do chìm phần đuôi tàu. Hơn nữa vị trí hiện tại của các tấm thép phía rìa chỗ vỡ chỉ phản ảnh vị trí sau cùng, không phải hướng mà chúng thoạt tiên bị xê dịch.
Phần phía trước của con tàu nằm nghiêng sang mạn trái, trong khi phần giữa tàu bị lật úp. Điều đáng chú ý là phần đuôi tàu nhô lên một góc so với đáy biển. Tư thế này trình bày rõ ràng bánh lái của nó đang bị khóa ở góc 20º qua mạn trái, xác nhận mệnh lệnh đổi hướng của con tàu đã được phát ra, trước khi các hầm đạn phía sau con tàu phát nổ, nhằm đưa các tháp pháo 'X' và 'Y' phía đuôi con tàu hướng ra các tàu chiến Đức.
Đến năm 2002 địa điểm được chính phủ Anh Quốc công nhận là một di tích chiến tranh, và do đó được bảo vệ theo Đạo luật Bảo vệ Di sản Quân sự năm 1986.

## Những di tích còn lại

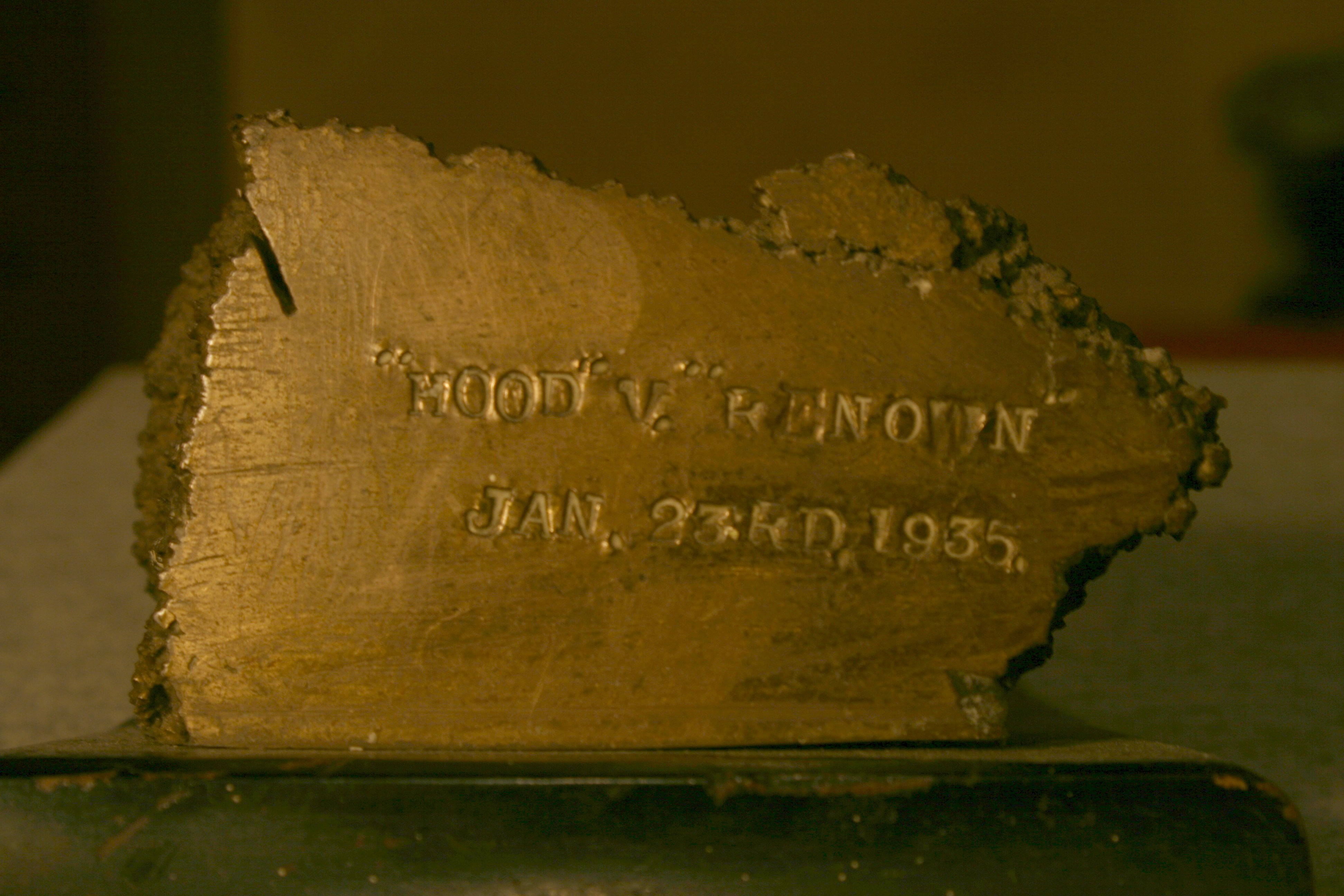
Một mảnh đồng từ chân vịt của Hood, đang thuộc quyền sở hữu tư nhân.

Một số hiện vật từ lúc Hood bị đánh chìm đến nay vẫn còn được lưu giữ. Một mảnh gỗ lớn mặt đuôi của một trong những chiếc xuồng của Hood đã trôi dạt đến Na Uy một thời gian sau khi nó mất và được lưu giữ tại Bảo tàng Hàng hải Quốc gia ở London. Một hòm kim loại chứa các giấy tờ hành chánh được khám phá dạt lên bờ biển đảo Senja thuộc Na Uy vào tháng 4 năm 1942, gần một năm sau Trận chiến eo biển Đan Mạch. Hòm và những vật dụng bên trong sau đó bị thất lạc, nhưng nắp hòm vẫn còn được giữ lại và sau này được chuyển giao để trưng bày tại cơ sở trên bờ HMS Centurion vào năm 1981.
Các vật còn lại khác được tháo dỡ khỏi con tàu trước khi nó chìm:

### Pháo 5,5 inch
Hai trong số các khẩu pháo 5,5 in (140 mm) của Hood được tháo dỡ và thay thế trong một đợt tái trang bị vào năm 1935, sau đó được chở đến đảo Ascension nơi chúng được lắp đặt như một khẩu đội phòng thủ duyên hải vào năm 1941. Chúng được đặt trên một ngọn đồi áng ngữ cảng và điểm dân cư chính, Georgetown. Do hoàn cảnh địa lý cách biệt của hòn đảo và khí hậu khô ráo, khẩu đội pháo này vẫn hiện diện cho đến ngày hôm nay trong tình trạng hầu như nguyên vẹn. Chúng được Không quân Hoàng gia Anh phục hồi vào năm 1984.
Các khẩu pháo trên đảo Ascension chỉ hoạt động một lần duy nhất vào ngày 9 tháng 12 năm 1941, khi chúng nổ súng vào chiếc tàu ngầm U-boat Đức U-124, lúc nó nổi trên mặt biển tiếp cận Georgetown, với ý định bắn phá trạm vô tuyến hay đánh chìm mọi tàu bè đang thả neo. Không có phát đạn nào bắn trúng, nhưng chiếc tàu ngầm đối phương buộc phải lặn xuống nước lẫn trốn.

### Những mảnh vỡ chân vịt do va chạm với HMSRenown
Do hậu quả của một vụ va chạm ngoài khơi bờ biển Tây Ban Nha vào ngày 23 tháng 1 năm 1935, một trong những chân vịt của Hood đã trúng phải mũi chiếc tàu chiến-tuần dương HMS Renown. Khi được đưa vào ụ tàu để sửa chữa, các mảnh vỡ của chân vịt này được gỡ ra khỏi thân tàu Renown. Công nhân của xưởng tàu đã giữ lại những mảnh chân vịt này, đánh dấu "Hood" v "Renown" Jan.23rd.1935 trên một mảnh còn sót lại, và "Hood V Renown off Arosa 23-1-35" trên một mảnh khác. Trong số hai mảnh còn sót lại được biết đến, một mảnh thuộc sở hữu cá nhân, và mảnh kia được một gia đình trao tặng cho Hiệp hội Hood vào năm 2006.